# ETA político-militar
ETA político-militar, ETA (p. m.) o ETA-pm (en euskera: ETA politiko-militarra) fue una organización terrorista e independentista del País Vasco que utilizaba el terrorismo como forma de actuación política. Existió bajo diferentes nombres y con repercusión variable entre 1974 y 1986.
Durante el verano de 1970 se celebró la VI Asamblea de la primera ETA, que marcaría un giro de la misma hacia posiciones claramente marxista-leninistas. Un sector entonces minoritario decidió no participar y, poco después, creó la nueva ETA-V Asamblea o ETA-V. Progresivamente, la nueva organización fue creciendo y sustituyendo a la antigua ETA en el papel dirigente del sector del nacionalismo vasco partidario de usar métodos violentos. A finales de 1974, un sector minoritario de ETA-V Asamblea abandonó la organización debido a diferencias tácticas y fundó ETA militar. A partir de ese momento y para distinguir a las dos ramas del movimiento terrorista, ETA-V pasó a ser conocida como «ETA político militar».
Las diferencias entre ambos grupos armados fueron originalmente de tipo organizativo, pero acabaron derivando en una estrategia diferente a la hora de encarar la Transición, tras la muerte del dictador Francisco Franco en noviembre de 1975. ETA-pm, que originalmente era la principal organización armada vasca, apostó en la conocida como VII Asamblea, por dar prioridad a la vía política frente a la vía militar durante ese proceso. ETA-pm no renunció a las acciones armadas, pero las consideraba complementarias de la estrategia política y siempre supeditadas a la misma. Esta decisión estratégica se produjo no sin tensiones internas, que finalmente desembocaron en el abandono de la organización por buena parte de su aparato militar, los "Komando Bereziak" (Comandos Especiales) o Berezis, que se unieron principalmente a ETA militar en 1977 o entraron a formar parte de los Comandos Autónomos Anticapitalistas. Algunos miembros procedentes de los "Komando Bereziak" de ETA (p. m.) que prosiguieron la actividad armada en ETA (m) y alcanzaron puestos en la dirección fueron Antxon Etxebeste o Pakito Mujika Garmendia.
Por iniciativa de ETA (p. m.) se creó la llamada Alternativa KAS en 1976 como programa político de mínimos que agrupara a las organizaciones independentistas vascas y en 1977 ETA (p. m.) apoyó la creación de un partido independentista de izquierdas, llamando Euskal Iraultzarako Alderdia (EIA), que se presentó a las elecciones de 1977, como parte de la coalición Euskadiko Ezkerra (EE). Euskadiko Ezkerra entró de lleno en el juego político a partir de 1977 tomando parte en el proceso constitutivo de la autonomía del País Vasco. Durante ese periodo ETA-pm adoptó un perfil bajo sin realizar asesinatos ni acciones armadas que pudieran resultar impopulares entre sus bases y que por tanto interfirieran en la actividad de Euskadiko Ezkerra. 
Sin embargo, a partir de 1979 ETA-pm comenzó a variar su estrategia al constatar que el Estatuto de Autonomía que se estaba gestando para el País Vasco podía no colmar sus aspiraciones políticas. ETA-pm comenzó a cometer acciones selectivas y de gran repercusión que buscaban reforzar la posición negociadora vasca frente al gobierno español. Entre esas acciones se encontraban atentados contra intereses turísticos españoles o secuestros y ataques directos contra políticos del partido gobernante, la UCD. Estas acciones acabaron poniendo a Euskadiko Ezkerra en una posición difícil y comprometida, y dirigentes de esta formación como el ex-etarra Mario Onaindia o Juan María Bandrés acabaron convenciéndose de que ETA-pm debía disolverse definitivamente para dejar paso definitivo a la vía política.
Comenzó un periodo en el que, por una parte, Euskadiko Ezkerra comenzó a distanciarse y rechazar más claramente la estrategia terrorista, mientras iniciaba contactos con el Gobierno para negociar medidas de gracia a las que pudieran acogerse los miembros de ETA-pm. Por otra parte, paradójicamente ETA-pm recrudeció su actividad armada en vistas a fortalecerse de cara a una eventual negociación con el gobierno. En 1981, tras el intento de golpe de Estado del 23-F, ETA-pm declaró una tregua que duró cerca de un año. Al finalizar la tregua a comienzos de 1982, la organización celebró una asamblea, conocida como VIII Asamblea, en la que vencieron los partidarios de proseguir la lucha armada. Sin embargo, las tesis de Euskadiko Ezkerra ya habían calado dentro de ETA-pm. El sector minoritario pero muy significativo de la organización que había perdido la VIII Asamblea decidió abandonarla bajo el nombre de ETA-pm (VII Asamblea) y sus miembros renunciaron ese mismo año a la lucha armada, acogiéndose en bloque a las medidas de gracia negociadas entre EE y el gobierno español. Este hecho se suele conmemorar como la disolución de ETA-pm, aunque en realidad fue una escisión minoritaria de la organización la que se autodisolvió el 30 de septiembre de 1982. Ese mismo año Euskadiko Ezkerra, dirigido por Mario Onaindia, convergió con el sector mayoritario del Partido Comunista de Euskadi, de Roberto Lertxundi. Años después, en 1993, EE acabaría fusionándose con el Partido Socialista de Euskadi (PSE-PSOE) formando el actual Partido Socialista de Euskadi-Euskadiko Ezkerra (PSE-EE). 
ETA-pm, conocida a partir de 1982 como ETA-pm (VIII Asamblea), siguió existiendo unos años más. Sin embargo, se encontraba herida de muerte; sin el apoyo social de Euskadiko Ezkerra y su entorno, que dieron la espalda a esta organización, y sometida al acoso policial en España y Francia. Disensiones internas en la organización acabaron dividiéndola en 1984 en tres grupos; los partidarios de seguir el camino de reinserción abierto en 1982, que fueron abandonando la lucha armada a título individual; los partidarios de seguir la lucha armada integrándose en ETA-m, conocidos como milikis, que fueron admitidos en esta organización en febrero de 1984; y un grupúsculo que siguió existiendo bajo las siglas de ETA-pm (VIII Asamblea) hasta al menos 1986, sin prácticamente ningún tipo de repercusión. Estos últimos desaparecieron sin una declaración formal de disolución tras ser detenidos sus últimos dirigentes en libertad.

## La división de ETA
En la asamblea de Euskadi Ta Askatasuna (ETA) de agosto de 1973, realizada en la localidad francesa de Hasparren, se produjo el enfrentamiento de las dos secciones especializadas que venían conviviendo en el seno de la organización, el Frente Militar y el Frente Obrero. El Frente Militar agrupaba a los militantes de ETA que llevaban a cabo la lucha armada contra el régimen franquista, mientras que el Frente Obrero agrupaba a la militancia de ETA que realizaba una labor política o sindical clandestina. Este último acusaba al primero de haber subordinado todo el aparato a la estrategia terrorista. Entre ambos grupos hubo fuertes disensiones en 1973 y 1974.
Algunas de las acciones realizadas por el Frente Militar, que no habían sido previamente consensuadas ni consultadas con el Frente Obrero, especialmente el asesinato en diciembre de 1973 del almirante y presidente del Gobierno Luis Carrero Blanco, provocaron que la represión del régimen franquista se cebara en los integrantes del Frente Obrero. En el verano de 1974 una parte importante de los miembros del Frente Obrero, radicada en Guipúzcoa, abandonaron la organización y fundaron el partido Langile Abertzale Iraultzaileen Alderdia (LAIA).
Otro hecho que marcó una brecha entre el Frente Militar y el resto de la organización fue el atentado de la cafetería Rolando en la calle del Correo de Madrid el 13 de septiembre de 1974. Una bomba mató a una docena de clientes de la cafetería produciendo la primera matanza indiscriminada de civiles de la historia de ETA.
Posteriormente, se celebró una nueva asamblea donde la dirección de ETA propuso una reorganización de la organización para establecer una nueva relación entre sus frentes. En la dirección debería existir una estructura única político-militar a la que estarían subordinados los frentes, que tendrían un funcionamiento autónomo en su ámbito de actuación. Sin embargo, la mayoría del Frente Militar se opuso a esta estructura organizativa y defendió que la lucha armada debía separarse completamente de la lucha de masas.
De esta forma, en octubre de 1974, se consuma la separación entre las dos corrientes de ETA, que quedan organizadas en dos ramas: por un lado, una rama político-militar, formada por la mayor parte de la dirección, los integrantes del Frente Obrero y mayoritaria entre la militancia (los "polimilis"); y por otro, la rama militar, formada por una mayoría de los integrantes del Frente Militar (los milis), que sería liderada por Argala.
ETA militar adoptará a partir de ese momento una filosofía de enfrentamiento armado contra el Estado, atentando contra el ejército, las Fuerzas de Seguridad, supuestos colaboracionistas, etc. Mientras que ETA político-militar planteará un mayor énfasis en las actividades políticas (apoyo a huelgas, formación de partidos y sindicatos, etc.), pero sin renunciar a la lucha armada. Para ello formará los denominados Komando bereziak (comandos especiales), que se encargarán de las acciones violentas. La lucha armada quedaría en cualquier caso subordinada a la política.

## ETA-pm hasta la muerte de Franco (de octubre de 1974 a noviembre de 1975)
Durante el año largo que trascurre desde la escisión de ETA en octubre de 1974 hasta la muerte de Francisco Franco el 20 de noviembre de 1975 ETA-pm es la organización armada predominante del independentismo vasco, siendo ETA-militar una organización todavía minoritaria. 
La primera baja mortal en las filas de ETA-pm y también su primera víctima mortal se produjeron el mismo día, el 29 de octubre de 1974. La Guardia Civil había detenido a un militante de ETA la víspera y había obtenido de este la información de que tenía una cita al día siguiente con otro militante, llamado Ignacio Iparraguirre, en un bar de Pasajes. Un sargento y un guardia civil acudieron al bar para verificar la veracidad de la información obtenida. Allí observaron a un sospechoso al que dieron el alto pidiendo que se identificase. Entonces comenzó un tiroteo en el que resultaron heridos de muerte el etarra Ignacio Iparraguirre y el sargento de la Guardia Civil, llamado Jerónimo Vera García.
A finales de año los berezis ametrallaron a dos guardias civiles en Mondragón, el agente Argimiro García Estévez y el subteniente Luis Santos Hernández. La policía culparía a Francisco Mujika Garmendia de esta acción.
A lo largo de 1975 los atentados reivindicados por ETA-pm aumentan. El 29 de marzo de 1975 ETA-pm mata a José Díaz Linares, subinspector de la Brigada Político-Social de San Sebastián, y el 22 de abril al también policía José Ramón Morán, que era autor material de los disparos que acabaron con la vida del histórico jefe de ETA Eustakio Mendizabal Txikia.

### El estado de excepción
El 24 de abril muere en un enfrentamiento con las fuerzas del orden en el barrio de Ergobia de Astigarraga (entonces San Sebastián) Mikel Gardoki, un militante de ETA-pm y es detenido en el mismo lugar Juan Miguel Goiburu Goiherri, dirigente de ETA-pm. Los dos militantes salían de un bar del barrio donde aparentemente habían tenido una cita. Las reacciones a este hecho dan lugar a que el 25 de abril de 1975 el Gobierno decrete el estado de excepción en Vizcaya y Guipúzcoa.

### La lucha antiterrorista, "El Lobo" y la gran redada contra ETA-pm

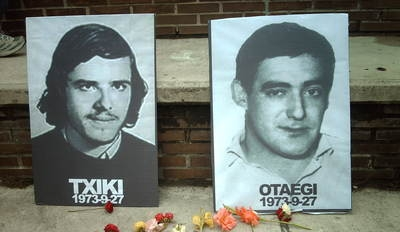
Fotografías de Juan Paredes Manot, Txiki (ETA-pm) y Angel Otaegi (ETA-m), dos de las últimas ejecuciones del franquismo, realizadas el 27 de septiembre de 1975.

En paralelo con la declaración del estado de excepción, en abril de 1975, comenzaron a producirse los primeros ataques por parte de grupos desconocidos contra bienes y personas relacionadas con ETA y sus redes de apoyo, principalmente en el País Vasco Francés, pero también en territorio español. Son los primeros ataques del denominado terrorismo tardofranquista, que en julio de 1975 se presentó públicamente con su primer nombre: "Anti Terrorismo ETA" (ATE). Por aquel entonces estos grupos no cometían todavía atentados mortales, pero darían un salto cualitativo en los años siguientes. Años más tarde, algunas fuentes como el general José Antonio Sáenz de Santa María confirmaron la sospecha de que aquellos grupos estaban controlados por el SECED, los servicios secretos españoles del momento.
Sin embargo, el mayor éxito en la lucha antiterrorista durante aquellos años lo logró el SECED infiltrando a uno de sus agentes en puestos de responsabilidad dentro de ETA-pm. Se trataba del joven vasco Mikel Lejarza, más conocido por su nombre en clave del servicio secreto, "El Lobo". La infiltración de Lejarza permitió a las Fuerzas de Seguridad españolas asestar un duro golpe a ETA-pm durante el verano, al detener a cerca de 150 activistas, incluyendo a Iñaki Pérez Wilson, que era jefe de los comandos bereziak. En la serie de redadas cayeron muertos tres militantes de ETA-pm y uno de los detenidos, Juan Paredes Manot, Txiki, sería fusilado en los meses posteriores, en las que serían las últimas ejecuciones del franquismo.
Las redadas contra ETA-pm causadas por la infiltración de "Lobo" fueron el primer hito en el sorpasso de ETA-m sobre ETA-pm, ya que mientras la estructura de ETA-pm en España quedó prácticamente desmantelada; ETA-m, hasta entonces una escisión menor de la organización, no se vio afectada por estas redadas, lo que le permitió ganar peso específico dentro del independentismo vasco.

## El primer año tras la muerte de Franco (de noviembre de 1975 a diciembre de 1976)

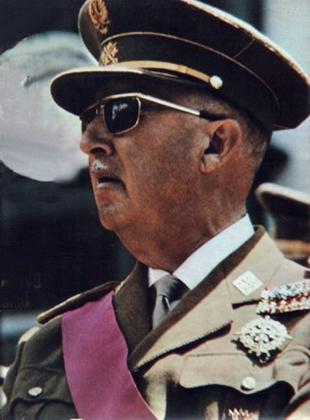
Francisco Franco falleció el 20 de noviembre de 1975. A partir de su muerte se inició en España el proceso político conocido como Transición.

Tras la muerte de Francisco Franco, el 20 de noviembre de 1975, se abrió un periodo de debate interno en el seno de ETA-pm sobre la dirección que debía tomar la organización ante el escenario planteado por el fallecimiento del dictador y la hipotética evolución que pudiera tener el régimen franquista hacia nuevas formas de gobierno democráticas. 
ETA-pm trató durante ese año de perfilar su estrategia de futuro, que incluiría cauces no solo militares sino también políticos de actuación. En paralelo, afrontaba una campaña de financiación destinada a soportar esa estrategia futura, mediante atracos, secuestros y campañas de extorsión que afectaron principalmente a la clase empresarial vasca. El punto álgido y trágico de dicha campaña fue el secuestro y posterior asesinado de Ángel Berazadi, único asesinato reconocido por ETA-pm durante este periodo.
La principal figura política de ETA-pm era Eduardo Moreno Bergaretxe, Pertur quien diseñó la estrategia futura de ETA-pm mediante la ponencia Otsagabia, que preveía el desdoblamiento de ETA-pm entre un partido político legal, que participaría en política, y una organización armada clandestina, que permanecería en retaguardia como "garante" de la actividad política. Sin embargo, Pertur desapareció sin dejar rastro a mediados de 1976, siendo su desaparición atribuida según muchos a sus rivales internos dentro de la organización. Dentro de ETA-pm existieron en aquel año fuertes disensiones internas entre el sector "político" de la organización y el "militar", que formaban los Komando Bereziak ("comandos especiales"). Estos últimos no eran partidarios de supeditar la actividad armada a esa futura organización política.
En julio de 1976 se produjo el relevo en el gobierno español. El rey nombró a Adolfo Suárez nuevo presidente del gobierno y este comenzó una serie de reformas que condujeron a la aprobación de la Ley para la Reforma Política en noviembre, conocido popularmente como el harakiri de las Cortes Franquistas. Poco antes, en septiembre, ETA-pm había celebrado su VII Asamblea, en las que las tesis del desaparecido "Pertur" fueron aprobadas por la militancia. ETA-pm había decidido "a su manera" entrar en el juego de la política durante la Transición Española.

### La campaña de financiación de ETA-pm
Durante los primeros meses de 1976, ETA-pm se dedicará a una campaña del impuesto revolucionario y a la realización de varios secuestros de industriales vascos que tienen como objetivo principal la obtención de ingresos económicos para la organización, ya que no hay aparentes móviles políticos o laborales para los secuestros, al margen de cierta retórica justificativa que alude a la explotación por parte del capital de la clase obrera. La primera víctima de secuestro fue el industrial Francisco Luzuriaga aunque fue puesto en libertad a los pocos momentos del secuestro por su estado de salud y el secuestro no trascendió hasta un comunicado posterior de ETA-pm.
El economista José Luis Arrasate, directivo de la empresa familiar Forjas de Bérriz fue secuestrado en su casa de Bérriz (Vizcaya) el 13 de enero de 1976. Al parecer el objetivo del secuestro era su padre, dueño de la empresa, pero su hijo se ofreció a ocupar su lugar. Arrasate fue liberado el 18 de febrero, una vez su familia hizo pago de las demandas económicas de ETA-pm.

### El secuestro de Ángel Berazadi
El 18 de marzo de 1976 el industrial Ángel Berazadi, director gerente de la empresa SIGMA de Elgóibar fue secuestrado por un comando de ETA-pm cuando salía de la empresa en dirección a su domicilio. El móvil del secuestro era económico y ETA-pm pidió a la familia del secuestrado un rescate de 200 millones de pesetas de la época (aprox. 1,2 millones de euros) por la vida del industrial. La familia, imposibilitada de pagar semejante rescate, llegó a un acuerdo con Pertur, uno de los principales dirigentes de ETA-pm, para rebajar el rescate a 50 millones de pesetas. Sin embargo, la liberación del secuestrado no llegó. En la madrugada del 8 de abril de 1976, Ángel Berazadi aparecía sin vida, asesinado con un tiro en la nuca, en la carretera del Alto de Azkarate, entre Elgóibar y Azkoitia.
El asesinato de Berazadi causó una profunda conmoción, no solo en general, en el conjunto de las sociedades vasca o españolas, sino también entre los propios simpatizantes de ETA y la propia organización ETA-pm. No en vano, la figura de Berazadi, simpatizante del PNV, impulsor de las ikastolas y empresario respetado y apreciado por sus trabajadores; difícilmente podía ser etiquetado como enemigo del pueblo vasco y su asesinato era difícilmente justificable entre las bases de ETA-pm.
Algunas fuentes apuntan la versión de que el asesinato de Berazadi fue una decisión autónoma tomada por el comando que custodiaba al secuestrado, que sintiéndose acorralado por la Guardia Civil y sin noticias del acuerdo alcanzado por Pertur, tomó la determinación de asesinar a Berazadi por iniciativa propia. Otras versiones de los hechos apuntan, sin embargo, a que la decisión de ejecutar o liberar a Berazadi fue sometida a votación dentro de la comisión ejecutiva de ETA-pm, a la que acudieron seis personas; ya que el sector militar de la organización formado por los Komando bereziak y con Eugenio Etxebeste a la cabeza, era partidario de una demostración de fuerza, mientras que el sector político con Pertur a la cabeza era partidario de aceptar la rebaja del rescate acordada con la familia. Se votó el desenlace final y el resultado se repitió durante toda la jornada: tres a favor de «ejecutar» y tres eran partidarios de liberarlo. Al final se pudo deshacer el empate cuando uno de los que apoyaban el asesinato del empresario se abstuvo. Sin embargo, Berazadi apareció asesinado y se especula que el enlace que debía informar del acuerdo no llegó a tiempo, y el comando que lo custodiaba lo asesinó al verse acorralado por la Guardia Civil, que estaba peinando la zona.

### La desaparición dePertur
El liderazgo ideológico de la rama político-militar de ETA fue tomado por Eduardo Moreno Bergaretxe, conocido como Pertur. Se considera que fue Pertur el que sentó las bases ideológicas de lo que sería ETA-pm en los siguientes años.
Pertur fue visto por última vez con vida el 23 de julio de 1976 en San Juan de Luz en compañía de Apala y Pakito, dos miembros de los berezis, tras haber acudido a una cita en la que su interlocutor no apareció. La desaparición de Pertur fue reivindicada por un grupo denominado Triple A, una de las marcas utilizadas en aquella época por grupos de extrema derecha o parapoliciales, y unos días más tarde por el Batallón Vasco Español, que afirmó que lo había asesinado y enterrado en un pueblo de Navarra. Hasta el día de hoy no se ha encontrado el cadáver de Pertur ni se ha esclarecido el caso judicialmente.
Muchos sectores de opinión dudaron desde el primer momento de la autoría de la Triple A en la desaparición de Pertur. Esto se debía al enfrentamiento que mantenía Pertur con un sector de ETA-pm, algunos escritos suyos anteriores a la desaparición que denunciaban el acoso que sufría dentro de ETA-pm y el propio hecho de que fuera visto por última vez con vida en compañía de Apala y Pakito, que era enemigos de Pertur dentro de ETA-pm.
A raíz de ello se ha desarrollado una hipótesis que acusa a los propios berezis de ETA-pm, y en concreto a Apala, Pakito y Eugenio Etxebeste, Antxon; de haber hecho desaparecer a Pertur, disfrazando su desaparición de un acto de guerra sucia. De esa forma habrían logrado eliminar a su principal rival en el seno de la organización, quien era partidario, además, de la prevalencia de la lucha política frente a la armada. El hecho de que los tres acusados abandonaran al cabo de un tiempo ETA-pm para pasarse a ETA-m y posteriores casos con cierta similitud como el asesinato de Yoyes han dado pábulo a esta hipótesis. Esta tesis es defendida desde hace ya décadas por la propia familia y allegados de Pertur, por algunos de sus antiguos compañeros en ETA-pm, así como actualmente por una mayoría de medios de comunicación y analistas políticos. Sin embargo, otras personas son de la opinión de que la desaparición de Pertur pudo haber sido realmente un acto de guerra sucia especialmente efectivo al haber logrado sembrar la sospecha y la desconfianza dentro de la propia ETA-pm, contribuyendo a su debilitamiento. En esta onda se suelen citar dos subhipótesis; que fuera obra de grupos terroristas convencionales afines a la extrema derecha como era la propia Triple A; o que fuera obra de elementos neofascistas italianos que habrían actuado bajo la dirección de los servicios secretos españoles. Algunas de las hipótesis que se han señalado en este sentido hablan de que Pertur pudo haber sido secuestrado para efectuar un fallido canje por dos jóvenes inspectores de policía españoles que habían desaparecido más de 3 meses antes, el 4 de abril, en Hendaya (Francia), de los que se creía que habían sido secuestrados por ETA-pm. Los cadáveres de estos dos inspectores, Jesús María González Ituero y José Luis Martínez Martínez, aparecieron enterrados en una playa de Anglet el 18 de abril de 1977, un año después de su desaparición y con señales de haber sido torturados y asesinados muchos meses atrás; aunque nunca se ha podido esclarecer la autoría de estos crímenes.
En noviembre de 2008 a instancias de una querella de los padres de Pertur se abrió una investigación en la Audiencia Nacional para esclarecer su desaparición. Sin embargo, el juez Fernando Andreu, tras estudiar las diferentes vías de investigación existentes durante cuatro años, decidió cerrar el caso de nuevo en septiembre de 2012 y archivarlo como "caso no resuelto".

### La VII Asamblea
En septiembre de 1976 ETA-pm celebra una asamblea, que sería conocida como VII Asamblea. En la misma se aprobó la ponencia conocida como Otsagabia que había sido redactada por el desaparecido Pertur. Esta ponencia sentó las bases ideológicas de lo que sería ETA-pm en los siguientes años.
Una de la decisiones más importantes que se tomaron en dicha asamblea fue la de aprobar la necesidad de un desdoblamiento de la organización, es decir, la de que ETA-pm permaneciera como organización armada clandestina, mientras paralelamente se constituía un partido político legal de carácter obrero, socialista y abertzale. El proyecto organizativo político-militar reservaba a dicho partido político un papel dirigente del movimiento, mientras que la estructura armada clandestina debía funcionar como apoyo o soporte de dicho proyecto político. El partido no debería mantener vínculos orgánicos, al menos de manera oficial, con la organización armada. En cierta medida se puede decir que ETA-pm adoptó parcialmente los postulados que había tenido ETA-m unos años antes. Fruto de esta decisión se fundó el partido Euskal Iraultzarako Alderdia (EIA) ("Partido para la Revolución Vasca"), que se presentó oficialmente en Gallarta (Vizcaya), en abril de 1977. EIA, junto con el partido EMK y candidatos independientes, formaron la coalición electoral Euskadiko Ezkerra, que se presentó a las elecciones generales de españolas de 1977 obteniendo representación parlamentaria con un diputado, Francisco Letamendia, y un senador, Juan María Bandrés, ambos por la provincia de Guipúzcoa.

## La tregua no declarada de ETA (de diciembre de 1976 a mayo de 1977)
Durante el periodo entre la aprobación de la Ley para la reforma política por las Cortes en noviembre de 1976 y las elecciones generales de España de 1977 (primeras elecciones democráticas celebradas desde la Segunda República), se produjo un impasse en la violencia terrorista de las dos ramas de ETA, mientras estas entablaban negociaciones secretas con el gobierno para el abandono de la lucha armada. La apuesta del gobierno español en ese periodo por la apertura de un proceso de democratización abrió un periodo de distensión mientras las dos ramas de ETA escrutaban la intención real del gobierno por profundizar en el proceso democrático. Durante ese periodo se puede hablar de una tregua no declarada de ETA. 
En noviembre o diciembre de 1976 se produjeron en Ginebra (Suiza) los primeros contactos directos entre representantes de ETA-pm y del Gobierno español. Con posterioridad ETA-m envió un observador a estas negociaciones. Los contactos directos entre ETA-m y el gobierno se produjeron a partir de febrero, por mediación del periodista José María Portell (posteriormente asesinado por esta misma organización). En estos meses se produce una importante distensión. El PNV se presenta públicamente, es legalizada la ikurriña, se sustituyen los gobernadores civiles del País Vasco y Navarra por otros de perfil más democrático, se liberan presos sin delitos de sangre, etc. Las reivindicaciones de ETA-pm pasan por la amnistía total de los presos de ETA, el control de las FSE y la legalización de todos los partidos políticos. Sin embargo, el Gobierno dejó claro que la amnistía sería parcial y en cualquier caso gradual. El primer contratiempo grave se produce el 9 de marzo de 1977 en Ichaso (Guipúzcoa), cuando Nicolás Mendizabal y Sebastián Goikoetxea, dos militantes de ETA-pm, mueren acribillados a balazos en un control de carretera de la Guardia Civil.
Este suceso tensionó de nuevo la situación política en el País Vasco, que había permanecido relativamente distendida en los meses anteriores, produciéndose paros y manifestaciones populares. El Gobierno trató de calmar la situación decretando una segunda amnistía el 11 de marzo, que no se aplicó a los etarras con delitos de sangre. Esto no bastó y el 13 de marzo ETA-pm llevó a cabo su venganza. Un comando de ETA-pm interceptó en Mondragón (Guipúzcoa) a un coche que iba con 4 guardias civiles de paisano y la novia de uno de estos, que volvían de pasar la noche en una sala de fiestas de la localidad. Los etarras dispararon con una escopeta de cañones recortados matando al guardia civil Constantino Gómez Barcia e hiriendo de gravedad a otro de sus compañeros. Este atentado puso fin a la tregua tácita que habían mantenido las dos ramas de ETA durante los primeros meses de 1977. Sin embargo este asesinato no supuso el fin de las conversaciones secretas entre las dos ETAs y el Gobierno. ETA-pm propuso al parecer una tregua al Gobierno hasta el 24 de mayo, condicionada a que para esa fecha (inicio de la campaña electoral) fueran legalizados los partidos políticos abertzales y liberados todos los presos de ETA que permanecían todavía en la cárcel. 
Otro incidente sangriento se produjo el 28 de abril al morir tiroteado un sargento de la guardia civil en Tolosa, Guipúzcoa. Un comando de ETA-pm atracó una sucursal del Banco Hispano-Americano de la localidad en una operación perfectamente organizada, tras secuestrar al director de la sucursal mientras iba a su trabajo. Tras el atraco, cuando la guardia civil estaba realizando el atestado en la sucursal, se produjo un segundo intento de atraco, por parte de otro grupo de atracadores (otro supuesto comando de ETA). En el tiroteo resultó muerto el sargento Antonio Galán Aceituno. 
Durante este periodo el Gobierno cumplió parcialmente los planteamientos de ETA-pm. Respecto al tema de la amnistía, al no haberse producido avances en la amnistía total, el 8 de mayo se inició la II Semana proamnistía, con huelgas, movilizaciones y manifestaciones en el País Vasco y Navarra en favor de la amnistía total. Se produjeron graves incidentes entre manifestantes y la policía, falleciendo durante esa semana 5 personas en el País Vasco y Navarra a causa de disparos de la policía. Estos hechos contribuyeron a crispar aún más la situación. Finalmente, el 20 de mayo, el gobierno firmaba el decreto de amnistía total que afectaba a los 27 presos considerados más conflictivos de ETA, que permanecían todavía en prisión. Los presos condenados por el Proceso de Burgos fueron extrañados al extranjero y los restantes fueron liberados progresivamente. El último de los presos afectados por la amnistía total, Añat Galarraga, sería liberado en diciembre de ese mismo año.
Respecto al tema de la legalización fueron legalizados aquellos partidos de la izquierda abertzale considerados más moderados, como ANV, ESB-PSV o ESEI. El considerado brazo político de ETA-pm, EIA, aún sin legalizar, decidió participar en las elecciones a través de una coalición electoral que se denominó Euskadiko Ezkerra. Otras organizaciones más radicales como LAIA, EHAS y otras menores, que estaban integradas en la coordinadora KAS, ante la previsión de que ni todas las organizaciones políticas vascas iban a ser legalizadas ni todos los presos iban a ser liberados, adoptan la decisión de boicotear las elecciones si el 15 de mayo no se ha conseguido la amnistía total y la libertad de actuación de todos los partidos.
Si los avances conseguidos fueron considerados suficientes por ETA-pm para mantener la tregua, no fue así para todos. Los berezis, enfrentados y distanciados de la dirección de ETA-pm desde el secuestro de Ángel Berazadi declararon en mayo su definitiva ruptura con ETA-pm, a la que calificaron de liquidacionista de la lucha armada y su integración en ETA-m. ETA-m, que había participado junto con ETA-pm en las conversaciones con el gobierno y que había proclamado a su vez una tregua hasta el día 15 de mayo (un mes antes de las elecciones), no consideró que el Gobierno había cumplido sus demandas y declaró su tregua rota. El 18 de mayo un comando de antiguos berezis asesinó a un agente de policía en San Sebastián.

## ETA-pm durante la Legislatura Constituyente (de junio de 1977 a marzo de 1979)

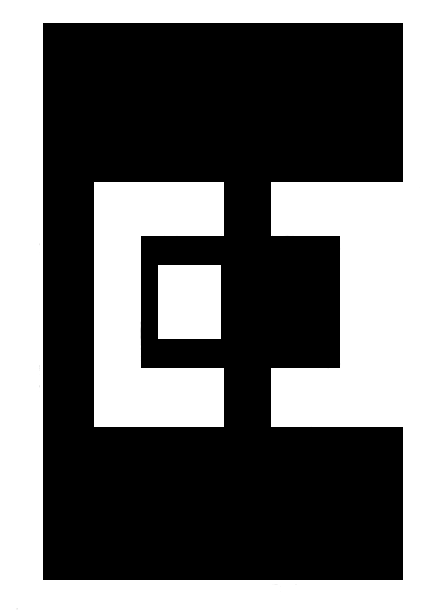
Logo de la coalición Euskadiko Ezkerra (EE) que ETA-pm apoyó en las elecciones de 1977.

### Las elecciones generales del 15 de junio de 1977
El miércoles 15 de junio de 1977 se celebraron elecciones generales en España, las primeras elecciones democráticas celebradas en España desde 1936. ETA-pm había pedido la víspera de las elecciones el voto para Euskadiko Ezkerra, mientras ETA-militar y los berezis habían pedido que las elecciones fueran boicoteadas por los electores vascos. También habían criticado la postura de ETA-pm a los que habían calificado como claudicantes y desviacionistas por no sumarse a ese boicot electoral.
El gran vencedor de las elecciones generales fue el presidente del gobierno, Adolfo Suárez, que al frente de la coalición gubernamental Unión de Centro Democrático (UCD) obtuvo una amplia mayoría para seguir gobernando y profundizando en las reformas que había puesto en marcha.
En el panorama político vasco-navarro hubo un enfrentamiento entre las fuerzas políticas favorables a la autonomía vasca, principalmente el PSE-PSOE y el PNV, junto con otras fuerzas menores, y aquellas opuestas o al menos no partidarias de la misma, como la propia UCD o Alianza Popular. En ese enfrentamiento las primeras salieron claramente vencedoras al obtener 17 diputados frente a 8; y 10 senadores frente a 5. Solamente en Navarra las tornas cambiaron, siendo la UCD el claro vencedor en esta provincia. 
En ese contexto de polarización y con el handicap adicional del boicot propugnado por ETA-militar y muchos grupos de la izquierda abertzale a las elecciones, Euskadiko Ezkerra obtuvo un relativo éxito al lograr obtener representación parlamentaria con un diputado y un senador, ambos por Guipúzcoa. El resultado electoral acabó reafirmando la apuesta de Euskadiko Ezkerra y ETA-pm por seguir incidiendo en las vías políticas.

### Los "berezis" y el asesinato de Ybarra
El 20 de mayo de 1977, el banquero, industrial, exalcalde de Bilbao y expresidente de la Diputación de Vizcaya, Javier Ybarra Bergé, de 64 años de edad fue secuestrado en su domicilio de Guecho. El secuestro fue reivindicado por ETA-pm, que pidió un rescate de 1000 millones de pesetas (6 millones de euros), una cantidad enorme para la época. Ybarra era de una de las personas más significativas de la tradicional clase empresarial e industrial vizcaína, conocida popularmente como la oligarquía de Neguri.
El secuestro de Ybarra coincidió con la campaña electoral y las elecciones generales en España. Las sospechas recayeron desde un primer momento en los berezis de ETA-pm, que por aquel entonces estaban claramente enfrentados con la dirección de la organización y fuera del control de esta. Mientras la familia realizaba gestiones para el pago del rescate, el 2 de junio fue detenido en Hendaya (Francia) el etarra Miguel Ángel Apalategui, Apala, considerado el líder de los berezis sobre el que recaían las sospechas de haber ordenado el secuestro. El plazo dado por los secuestradores para el pago del rescate fue sucesivamente ampliado hasta el 18 de junio, pero la familia no pudo hacer frente a la cantidad de dinero pedida. El 20 de junio se recibió un comunicado indicando que Javier Ybarra había sido asesinado, aunque su cadáver no fue encontrado hasta 2 días después cerca del alto de Barázar en Vizcaya. Había sido metido en una bolsa de plástico y tenía un tiro en la cabeza.
El asesinato de Ybarra fue el primero cometido tras las elecciones generales y tuvo una condena unánime por parte de las fuerzas políticas españolas, incluyendo las de la oposición, que en otras ocasiones se habían manifestado más tibias.
Los berezis parcialmente descabezados tras la detención de Apala siguieron actuando por libre durante unos meses, pero ya habían tendido puentes con ETA-militar. En septiembre se consumó la integración de los berezis en ETA-militar, anunciada mediante un comunicado de ETA-militar que proclamaba la reunificación de las dos ramas de ETA en una única organización. Esto era cierto desde la óptica de los berezis que habían "expulsado" a la dirección política de ETA-pm unos meses antes, aunque obviamente desde la óptica de la dirección de ETA-pm los expulsados habían sido los berezis.
El anuncio de la unión de los berezis con ETA-militar coincidió con el primer número del periódico abertzale Egin, por lo que algunos creen que el anuncio fue retrasado por ETA-m para hacerlo coincidir con el estreno del periódico.

### Actividad de ETA-pm durante la segunda mitad de 1977
Durante la Legislatura Constituyente de España (1977-79), ETA-pm pasó a un segundo plano, protagonizando acciones menos espectaculares y violentas que sus homólogos de ETA-m. Esto se debió a una doble razón, por un lado la marcha de los berezis de la organización dejó a esta sin sus comandos mejor preparados y equipados, lo que mermó considerablemente su capacidad de cometer atentados y forzó una reorganización de ETA-pm hasta disponer de nuevo de comandos operativos. Pero por otro lado también hubo una apuesta política y estratégica de ETA-pm por mantener solo una suerte de terrorismo de baja intensidad o como era autocalificado por sus autores, de carácter defensivo. 
Durante cerca de un año los poli-milis se abstuvieron de cometer ningún atentado mortal y sus acciones violentas principales se limitaron a atacar las propiedades y domicilios de empresarios que mantenían conflictos laborales con sus trabajadores. Además, como acciones más llamativas se dedicaron a interceptar emisiones radiofónicas y emitir comunicados.
Unos pocos días después de que los berezis anunciaran su integración en ETA-m, a principios de octubre, ETA-pm difundió un comunicado anunciando que suspendía temporalmente el llamado impuesto revolucionario y que relegaba la lucha armada a un segundo plano. Unos días más tarde, en otro comunicado, criticaba a ETA-militar por un atentado cometido por esta, el asesinato del presidente de la Diputación de Vizcaya y dos guardias civiles que le acompañaban. Era la primera vez que una de las ramas de ETA criticaba a la otra por la realización de un atentado.
Durante los meses siguientes ETA-pm permaneció sin aparente actividad, mientras que en paralelo EIA apoyaba la formación del Consejo General Vasco, órgano preautonómico vasco, y el Gobierno español liberaba a Francisco Aldanondo Badiola, el último preso de ETA-pm que quedaba en la cárcel y con el que se completaba la Amnistía de los presos políticos.
Parecía que la participación de ETA-pm en la vida política estaba siendo encauzada; sin embargo, a finales de ese año algunas fuentes afirmaban que ETA-pm en realidad se estaba rearmando, tras atribuirle el robo de 264 escopetas de caza de una fábrica de Elgóibar, que otras fuentes habían atribuido a ETA-militar.

### ETA político militar durante 1978
A principios de año, Euskal Iraultzarako Alderdia (EIA), el brazo político de ETA político-militar, es finalmente legalizado como partido político, tras modificar sus estatutos.
Desde las elecciones de junio de 1977 hasta agosto de 1978, mientras los milis acabaron con la vida de cerca de 30 personas, los poli-milis, salvo el asesinato de Ybarra, que fue realizado por los berezis, no cometieron ningún atentado mortal. Sin embargo, a finales de agosto de 1978 ETA-pm dejó de lado su terrorismo de baja intensidad y retomó la senda de los atentados mortales. Su primera víctima fue el inspector de policía Alfonso Estevas, que resultó tiroteado en Fuenterrabía (Guipúzcoa), el 28 de agosto. ETA-pm reivindicó el atentado como una respuesta ante el atentado, reivindicado por la Triple A, sufrido en julio en el País Vasco Francés por el antiguo miembro de ETA Juan José Etxabe y su mujer, Rosario Arregui. El resultó herido grave, pero ella falleció. Etxabe había sido uno de los intermediarios en las conversaciones entre el Gobierno y ETA-pm. ETA-pm anunció una ofensiva contra las FSE. A pesar de estos anuncios ETA-pm no cometió ningún asesinato más ese año.
En octubre ETA-pm anunció el inicio de una nueva campaña de atentados que consistía en disparar un tiro en la pierna a los empresarios que generasen conflictos sindicales, así como la demanda del impuesto revolucionario contra los industriales que llevan la descapitalización a Euskadi (sic). Dentro de esa campaña se englobaron acciones como el secuestro express del director general de la fábrica de Michelin en Lasarte (Guipúzcoa), el ciudadano francés Georges Roucier. Roucier, tras ser secuestrado en su lugar de trabajo el 5 de febrero de 1979, fue retenido durante una hora y liberado con un disparo en la pierna. El 14 de febrero sufría un atentado de estas características el encargado general de la empresa Arregui Constructores en Baracaldo, Jesús Molero Guerra, y el 22 de febrero el jefe de la delegación de Citroën en Villafranca de Ordicia, Victorio Magdaleno.
En noviembre la policía detuvo a diez militantes de ETA-pm, desarticulando dos comandos de esta organización.

### Las elecciones generales de 1979
De cara a las elecciones generales de 1979 en las listas de Euskadiko Ezkerra, coalición que ETA-pm consideraba su brazo político, fueron incluidos antiguos militantes de ETA-pm que habían sido condenados a muerte en 1970 durante el Proceso de Burgos y posteriormente amnistiados y extrañados en 1977, poco antes de las anteriores elecciones. Son Mario Onaindia, Xabier Izko de la Iglesia, Teo Uriarte y Javier Larena. 
Por otra parte, en paralelo a Euskadiko Ezkerra surge una nueva coalición, Herri Batasuna, que sirve como apoyo de las tesis de ETA militar. Junto a formaciones que boicotearon las anteriores elecciones o que concurrieron de forma independiente, en Herri Batasuna se integran también algunos candidatos independientes que habían participado en la formación de Euskadiko Ezkerra, disconformes con las tesis impuestas por EIA y EMK respecto al régimen preautonómico, entre ellos el congresista Francisco Letamendia. Sin embargo, en estas elecciones EMK no participaría en ninguna de las dos coaliciones.
Durante la campaña electoral ETA-pm tuvo su particular protagonismo al secuestrar el 20 de febrero a un directivo de la empresa Michelín de Vitoria, llamado Luis Abaitúa. La empresa mantenía en aquel momento un conflicto laboral con los trabajadores y ETA-pm intervino en dicho conflicto secuestrando a Abaitua y amenazando con asesinarle si la empresa no se avenía a entablar negociaciones con los trabajadores. Finalmente, el 1 de marzo, diez días después del secuestro y el mismo día que se celebraban las elecciones generales el directivo fue liberado, afirmando ETA-pm que los objetivos del secuestro se habían cumplido.
El resultado de las elecciones tuvo una lectura positiva y otra negativa para Euskadiko Ezkerra. Por un lado consolidó su posición entre el electorado vasco, al aumentar el número de votos obtenidos, alcanzando más de 85.000 sufragios y manteniendo su diputado en el Congreso. Pero, por otro lado, en la particular confrontación con Herri Batasuna por un espacio político similar, la denominada izquierda abertzale, se alzó clara vencedora Herri Batasuna, que dobló en votos a EE y obtuvo 2 diputados más que EE. Los resultados electorales de Euskadiko Ezkerra en aquel momento se pueden extrapolar con el apoyo popular que mantenía en aquel momento la organización ETA-pm en números absolutos y también en relación con ETA-m.

## ETA-pm durante la Primera Legislatura: la campaña «Con el Estatuto los presos a casa» (marzo-diciembre de 1979)
Las elecciones generales de 1979 dieron lugar a nivel nacional una amplia victoria de Adolfo Suárez, al frente de su coalición de centro UCD. Durante el primer año de la I Legislatura se procedió, no sin dificultades, a la negociación entre el Estado y los partidos políticos vascos del definitivo estatuto de autonomía que iba a tener el País Vasco. La asamblea de diputados electos vascos, entre los que se encontraba un representante de Euskadiko Ezkerra, ratificó a finales de marzo el proyecto de Estatuto de Autonomía que ya había aprobado la anterior asamblea de diputados en diciembre de 1978.
El lema "Con el Estatuto los presos a casa" apareció también a principios de esta Primera Legislatura como eslogan en manifestaciones en las que participaban militantes y simpatizantes de Euskadiko Ezkerra. Fue adoptado por ETA político-militar para dar nombre a una campaña de atentados terroristas que inició unos meses más tarde, en junio de 1979. Esta campaña pretendía presionar al gobierno central de la UCD para que aceptara el Estatuto de Autonomía del País Vasco en los términos que habían negociado entre sí los partidos políticos vascos y ligar así mismo este proceso constituyente con la concesión de una amnistía a los «presos vascos» o al menos un acercamiento de los mismos al País Vasco, ya que por aquel entonces los presos de las organizaciones terroristas vascas estaban siendo concentrados en la Cárcel de Soria. También exigía la retirada de las Fuerzas de Seguridad del Estado del País Vasco.
La campaña se inició con una serie de atentados con bomba contra intereses turísticos y el fallido intento de secuestro del diputado de UCD Gabriel Cisneros durante finales de junio e inicios de julio. 
A mediados del mes de julio el PNV y la UCD alcanzaron un acuerdo político que permitió desbloquear el estatuto de autonomía del País Vasco, con el apoyo de la mayor parte de las fuerzas políticas vascas, incluyendo Euskadiko Ezkerra y EIA.
A pesar de este hecho ETA-pm inició una segunda fase en la campaña de atentados contra intereses turísticos y el 29 de julio produjo una matanza en Madrid al asesinar a cinco personas (otras dos morirían en las semanas siguientes a causa de las heridas) en una ataque coordinado contra las estaciones ferroviarias de Atocha y Chamartín o el aeropuerto de Barajas. Esta masacre, la mayor de la historia de ETA-pm, fue duramente criticada incluso desde sectores cercanos a la organización y condujo a la suspensión de la campaña y al cese temporal de la actividad de ETA-pm durante unos meses. 
El Estatuto de Autonomía Vasco fue aprobado en referéndum el 25 de octubre de 1979 pidiendo ETA-pm públicamente el voto por el sí. Sin embargo el estatuto todavía debía ser ratificado en el Congreso de los Diputados y en el Senado donde la UCD y otras fuerzas políticas poco favorables al mismo podían bloquearlo. En ese contexto se produjo el secuestro de Javier Rupérez, diputado de la UCD, que ETA-pm englobó en una "tercera fase" de su campaña. Tras un mes de secuestro en el que la vida del diputado centrista parecía pender de un hilo, finalmente fue liberado el mismo día que el Senado ratificaba el Estatuto vasco y por tanto este entraba en vigor. Uno de los objetivos por los que ETA-pm afirmaba luchar se había convertido en realidad.

### La campaña de atentados antinucleares
Desde finales de 1977 la empresa eléctrica Iberduero y otros actores (como la administración pública) que participaban en la construcción de la central nuclear de Lemóniz y en otros proyectos de energía nuclear previstos en el País Vasco y Navarra se convirtieron en objetivos directos tanto de ETA-pm como de ETA-m y de los Comandos Autónomos Anticapitalistas. Estas organizaciones armadas se sumaron a la ola de un importante movimiento popular antinuclear previo y comenzaron a manifestar su oposición con una campaña de atentados terroristas y secuestros que buscaban amedrentar a la eléctrica vasca y a las instituciones en su plan de desarrollo energético nuclear. ETA-pm no llegó en esta campaña a asesinar a nadie, cosa que sí hicieron sus homólogos de ETA-m, pero sí que participó en este hostigamiento que no finalizó hasta 1982. 
Así por ejemplo, el 20 y 21 de marzo se produjeron varios atentados contra instalaciones de la empresa eléctrica Iberduero, la voladura de una torre de telecomunicaciones en Albístur (Gupúzcoa), dos atentados en la Central térmica de Santurce y un sabotaje contra un barco de la empresa ubicado en el Puerto de Bilbao. Al menos el atentado contra la torre fue reivindicado por ETA-pm.
El 6 de junio, en otro incidente relacionado con esta campaña, ETA-pm secuestró en Pamplona al delegado de industria en Navarra, Ignacio Astiz, como represalia por la muerte tres días antes, en una manifestación en Tudela (Navarra), de la militante ecologista antinuclear Gladys del Estal. El funcionario fue liberado el día 11.

### La primera campaña de atentados contra intereses turísticos y el intento de secuestro de Cisneros
ETA-pm estrenó la Primera Legislatura de España con el robo de casi una tonelada de goma-2 en la Armería Arana, un polvorín situado en las afueras de Pamplona, que vendía explosivos a canteras de Navarra. El robo se produjo la noche del 5 de marzo. El comando de ETA-pm secuestró una furgoneta y posteriormente mantuvo retenidos al vigilante del polvorín y a su familia. Aunque el robo se produjo sin daños personales, la prensa de la época especuló con que ETA-pm hubiera tenido algo que ver en la muerte en extrañas circunstancias de Pedro Esparza Urroz, un empleado de la Armería Arana que había sido acuchillado en Pamplona la noche del 27 de febrero, unos pocos días antes del robo. Cabe pensar que estos explosivos que robó ETA-pm fueron en buena parte los utilizados unos meses más tarde en su campaña de atentados.
El 20 de marzo la policía desarticuló el comando de ETA-pm al que se le atribuyó el secuestro de Luis Abaitúa, entre otra serie de acciones
Del 27 de junio al 4 de julio de 1979, ETA-pm colocó un total de trece bombas en distintos lugares turísticos de las costas mediterráneas españolas. Previamente, el día 24 de junio, la organización colocó un potente artefacto explosivo en el Santuario de Torreciudad, propiedad del Opus Dei. Esa campaña de atentados veraniegos buscaba minar la imagen de España en el exterior y presionar al gobierno atacando una de las principales fuentes de ingresos del país. ETA-pm pretendía forzar al gobierno para que retirara las fuerzas de orden público de la cárcel de Soria, donde había estallado un conflicto con los presos de ETA-pm allí detenidos, y que estos fueran acercados al País Vasco. La mayor parte de las bombas hicieron explosión tras avisos previos, causando únicamente daños materiales, aunque el 30 de junio estalló una bomba en una plaza de Marbella sin aviso previo, causando heridas a dos ciudadanos belgas que veraneaban allí. Estos ataque terroristas, aún sin provocar daños muy graves, sí causaron un importante efecto psicológico al forzar un descenso en el flujo de turistas a España. Este hecho tuvo una repercusión importante en la economía española, que ya se encontraba duramente afectada por la crisis económica.
El 3 de julio ETA-pm trató de dar un nuevo golpe de efecto al intentar secuestrar en Madrid al diputado de UCD Gabriel Cisneros, uno de los ponentes de la Constitución española de 1978. ETA-pm pretendía canjear a Cisneros por varios presos de ETA-pm cuyo estado de salud consideraban grave. Cisneros escapó milagrosamente del secuestro, pero recibió un impacto de bala en el estómago y en la pierna izquierda. Aunque estuvo gravemente malherido, Cisneros acabaría reponiéndose de sus heridas. Sin embargo, doe días después de alcanzarse ese histórico acuerdo, el 29 de julio, ETA-pm reanudó su campaña contra los intereses turísticos españoles, mediante un triple atentado coordinado en Madrid, poniendo una bomba en el aeropuerto de Barajas y otras dos en las estaciones ferroviarias de Chamartín y Atocha. Las bombas no tuvieron aviso previo y causaron una masacre sin precedentes en la historia de ETA-pm al matar a 6 personas y herir a otras 100 aproximadamente. ETA-pm asumió la autoría del atentado, pero se justificó diciendo que sí había realizado preavisos con una hora de antelación, siguiendo los canales habituales. 
La masacre de Madrid suscitó enormes críticas contra ETA-pm desde todos los frentes, incluso desde ETA-m y Herri Batasuna. Su propio brazo político EIA condenó sin reservas el atentado, siendo según algunas fuentes este hecho el principal hito en la ruptura de Euskadiko Ezkerra con la estrategia terrorista. Tras recibir todas esas críticas ETA-pm decidió suspender la campaña de atentados.

### El referéndum por el Estatuto de Autonomía del País Vasco y la postura de ETA-pm
El 27 de agosto se fijó la fecha del 25 de octubre para la celebración del referéndum de aprobación del Estatuto de Autonomía del País Vasco. Euskadiko Ezkerra formó parte del bloque unitario de partidos que hizo campaña a favor del Estatuto, junto con el PNV, PSE-PSOE, PCE-EPK y otros partidos menores. La UCD también apoyó el estatuto aunque no formó parte de la campaña unitaria a favor del sí. Alianza Popular fue el único partido importante que pidió el voto por el "No", mientras que Herri Batasuna y otras organizaciones de la izquierda abertzale, entre ellas ETA-militar hicieron campaña en favor de la abstención.
ETA-pm, por su parte, apoyó oficialmente también la postura de su "brazo político" e hizo campaña a favor del Estatuto vasco. Así por ejemplo, en los días anteriores al referéndum ETA-pm interceptó repetidamente emisiones de TVE en el País Vasco para emitir comunicados a favor del voto por el "SÍ". Desde finales de septiembre un grupo de presos de ETA-pm mantuvo una huelga de hambre pidiendo también el voto por el "SI". Sin embargo esta huelga fue contestada por otra huelga de hambre en sentido contrario convocada por presos etarras que estaban en contra del estatuto, en su mayor parte de la rama militar. Ambas huelgas de hambre se desconvocaron una vez realizado el referéndum.
Tras la masacre de Madrid del 29 de julio se esperaba que ETA-pm mantuviera un perfil bajo durante la campaña del Estatuto para no causar perjuicio a la campaña en favor del Sí y a Euskadiko Ezkerra. Aunque ETA-pm mantuvo un perfil relativamente bajo, no se abstuvo totalmente de realizar atentados durante ese periodo. El 15 de septiembre pusieron un coche bomba contra una patrulla de la Policía Nacional en San Sebastián hiriendo de gravedad a tres agentes. El 26 de septiembre estalló una bomba en Barcelona en un cuartel de la Guardia Civil que fue reivindicada por ETA-pm, así como otra bomba en los Juzgados Municipales que causó un herido leve. Con posterioridad, el 11 de octubre, ETA-pm trató sin éxito de poner una bomba contra la comandancia de la Guardia Civil en el barrio de Inchaurrondo de San Sebastián, siendo detenidos los dos integrantes del comando que trataban de realizar esta acción. A raíz de su detención fue desarticulado un comando de ETA-pm.
Desde el Ministerio del Interior se hablaba públicamente por aquellos días de que existía temor a la escisión en ETA-pm de un sector que fuera partidario de proseguir con la lucha armada aún en caso de obtenerse un Sí en el referéndum. El Estatuto Vasco fue aprobado el 25 de octubre con un 90,29% de votos afirmativos, aunque solo con una participación del 59,77% del censo.

### El secuestro de Javier Rupérez

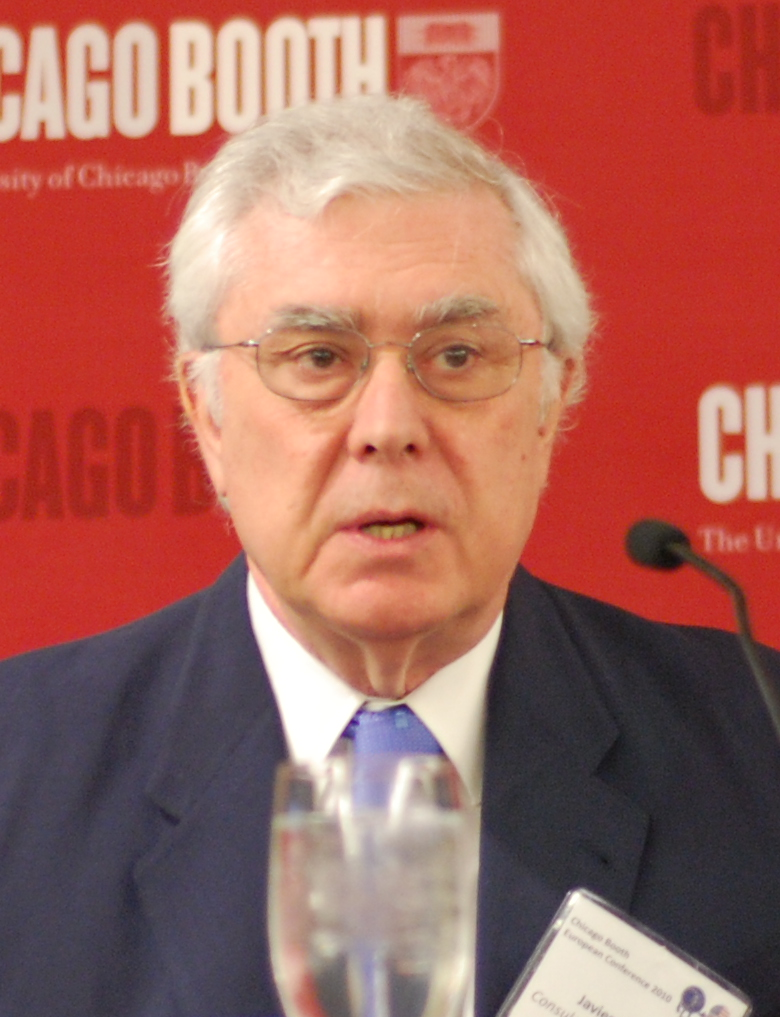
Javier Rupérez en 2010

El 11 de noviembre de 1979 fue secuestrado por ETA-pm Javier Rupérez, diputado del Congreso por la Provincia de Cuenca, integrante de la coalición gobernante UCD. Rupérez era un político que tenía una trayectoria democrática ya desde el periodo del franquismo y no ocupaba responsabilidad política alguna al margen de su condición de diputado y de ser secretario de relaciones exteriores de UCD. Carecía de escolta ya que no se consideraba objetivo potencial de ETA. ETA-pm incluyó el secuestro de Rupérez en la tercera fase de su campaña Con el Estatuto los presos a la calle. Dos días después ETA-pm estableció sus exigencias para la liberación de Rupérez. Estas consistían en la excarcelación de 6 presos de su organización que estaban enfermos y la creación de una comisión en el seno del Consejo General Vasco para la investigación de la práctica de la tortura por parte de las Fuerzas de Seguridad del Estado. 
Durante el secuestro tanto el gobierno, como la mayor parte de los partidos políticos, medios de comunicación y embajadores extranjeros solicitaron la liberación de Rupérez. Incluso realizaron esta petición autoridades internacionales como el Papa Juan Pablo II y organizaciones como la OLP.
Tras un mes en el que la vida de Rupérez parecía pender de un hilo, el día 12 de diciembre, Rupérez fue liberado, sin que aparentemente se hubiera cumplido ninguna de las dos exigencias que había lanzado ETA-pm. Debido a ello, corrieron numerosos rumores e historias sobre el precio (político o económico) que el gobierno de Adolfo Suárez habría pagado a ETA-pm por la liberación del diputado. Durante los meses siguientes, los medios de comunicación miraron con lupa si las excarcelaciones de presos de ETA-pm o las condenas a comandos de ETA-pm reflejaban de alguna forma contrapartidas por la liberación de Rupérez.
Las declaraciones más polémicas al respecto las realizó el general José Antonio Sáenz de Santa María en 2001, quien afirmó, más de 20 años después, que el gobierno de Suárez había pagado 200 millones de pesetas a ETA-pm por la liberación del político. Esta afirmación fue siempre rechazada desde el ámbito de la familia Suárez, así como por parte de Rupérez, que afirmaron que el gobierno nunca hizo concesión alguna a ETA-pm, aunque afirman que esta sí que obtuvo beneficio económico vendiendo fotos y cartas del secuestrado a los medios de comunicación. Por la otra parte cabe decir que en 1985, Juan María Bandrés, afirmó en una entrevista que ETA-pm no había obtenido más rédito del secuestro que el propagandístico y que este había sido siempre el único fin del mismo.

## ETA-pm tras la aprobación del Estatuto de Autonomía del País Vasco
El Estatuto de Autonomía del País Vasco fue acordado por la mayoría de las fuerzas políticas vascas el 29 de diciembre de 1978. Entre las fuerzas políticas que consensuaron el texto se encontraba Euskadiko Ezkerra, brazo político de ETA-pm, que participó activamente en la redacción con un ponente, Juan María Bandrés. El Estatuto fue sometido a referéndum, siendo aprobado el 25 de octubre de 1979. En plena campaña, ETA-pm llegó a interrumpir la programación de TVE un par de veces para solicitar el voto afirmativo. El 29 de noviembre de 1979 el Congreso de los Diputados aprobó el Estatuto Vasco y el 12 de diciembre fue ratificado por el Senado. El Estatuto de Autonomía Vasco entraba en vigor.
Casualidad o no, ETA-pm había liberado al diputado Javier Rupérez el mismo día que el Senado aprobaba el Estatuto, dando punto final al proceso de ratificación del documento. Uno de los principales objetivos por los que luchaba ETA-pm se veía cumplido, pero la situación distaba mucho de ser la deseada por esta organización. Principalmente la exclusión de Navarra del estatuto vasco y algunas leyes aprobadas por el Congreso hacían que esta organización considerase el Estatuto desnaturalizado. 
El año 1980 comenzó con varios juicios que afectaban a miembros de ETA-pm y de su brazo político, EIA. Por un lado, Mario Onaindia, principal dirigente de EIA se enfrentaba desde el mes anterior a un consejo de guerra, sucesivamente aplazado, mientras su defensa trataba de derivar el juicio a los tribunales civiles. Onaindia era acusado, como máximo responsable de EIA, de injurias contra la Guardia Civil porque en marzo de 1978 un periódico local había publicado una esquela firmada por EIA en la que se conmemoraba el primer aniversario del asesinato de dos miembros de ETA-pm, Nicolás Mendizabal y Sebastián Goikoetxea, muertos en un control de carretera a manos de la Guardia Civil en Ichaso (Guipúzcoa). La utilización del término asesinados (la esquela era en lengua vasca por lo que la traducción no era literal y sí susceptible de interpretación) era considerada injuriosa contra la Benemérita y se encontraba en la base del consejo de guerra.
Por otro lado, en enero de 1980 se celebraron en la Audiencia Nacional de Madrid dos juicios relacionados con ETA-pm. Uno era contra un comando integrado por 5 miembros, que estaban acusados de varios delitos de robo cometidos en Éibar y Vizcaya. El otro juicio era contra dos colaboradores de ETA-pm acusados de tenencia de explosivos. El primer caso fue seguido especialmente por los medios de comunicación al tratarse del primer juicio celebrado contra miembros de ETA-pm después de la resolución del "Caso Rupérez". Cuatro de los cinco miembros fueron condenados a 4 años y 8 meses de prisión. ETA-pm respondió a la ofensiva judicial organizando durante los juicios una fuga carcelaria. El 20 de enero de 1980 tres presos de ETA-pm se fugaron de la Cárcel de Martutene de San Sebastián. Los presos de ETA-pm redujeron a varios funcionarios y salieron con sus uniformes de la cárcel. La fuga estaba prevista para 7 reclusos, pero 4 de ellos fueron detenidos antes de abandonar la cárcel.
El 2 de febrero aparecía asesinado en una pista forestal de Éibar Jesús María Zubikaray Badiola, vecino de Ondarroa. Zubikaray había sido militante de Euskadiko Ezkerra hasta unos meses antes de su asesinato habiéndose desvinculado recientemente de dicha organización política. En el pasado había sido detenido en dos ocasiones por supuesta relación con ETA-pm, aunque en ambos casos había sido liberado por falta de pruebas. En el momento de su asesinato estaba en libertad bajo fianza tras ser detenido en relación con un comando de información de ETA-m. Su asesinato fue reivindicado por el Batallón Vasco Español, una organización de ultraderecha.
Durante ese periodo ETA-pm realizó algunas acciones violentas que resultaron, sin embargo, incruentas. A comienzos del mes de febrero voló una cabina de peaje de la autopista AP-68, Bilbao-Vitoria. El 16 de febrero, ametralló la casa de un constructor alavés, no causando más daños que los impactos de las balas, ya que el constructor no se encontraba en ella.

### Campaña contra la UCD
El 20 de febrero de 1980 ETA-pm realizó un golpe de efecto al lanzar un ataque de advertencia con un lanzagranadas contra el helipuerto del Palacio de la Moncloa, residencia del Presidente del Gobierno, sin causar grandes daños, aunque las consecuencias pudieron ser muy graves. El hecho trascendió dos días después cuando varios miembros de ETA-pm encapuchados dieron una rueda de prensa clandestina ante varios medios de prensa vascos. En dicha rueda de prensa ETA-pm anunció que comenzaba una campaña de atentados terroristas contra la UCD, partido que ostentaba en aquel momento el gobierno de España y al que acusaba de estar torpedeando el recién aprobado Estatuto de Autonomía del País Vasco de 1979. Entre las reivindicaciones que realizaba ETA-pm para detener su campaña contra la UCD, se encontraban los siguientes:
- Modificación de algunas leyes orgánicas del Estado que entraban en conflicto con las competencias del Estatuto recién aprobado.
- Puesta en marcha de los mecanismos contemplados en el Estatuto para que se efectuara un referéndum de integración de Navarra en la comunidad autónoma del País Vasco. La UCD había acordado con otras fuerzas conservadoras y el PSOE mantener a Navarra fuera del Estatuto vasco.
- Retorno de los presos políticos al País Vasco y su liberación.
- Finalización de las medidas de excepción policiales, retirada de las fuerzas de orden público españolas y sustitución de estas por la Ertzaintza.

ETA-pm afirmó públicamente que no abandonaría la lucha armada hasta que esas exigencias se cumplieran y se encauzara así la autonomía del País Vasco. Por otro lado, anunció su apoyo a la celebración de las elecciones autonómicas en el País Vasco, su apoyo a la candidatura de Euskadiko Ezkerra y criticó los atentados de ETA-m, a la que acusaba de tratar de torpedear el proceso electoral.
El Gobierno anunció que no negociaría ninguno de los puntos indicados por ETA-pm ni mantendría ningún diálogo con esta organización al respecto.
Una de las primeras acciones que realizó ETA-pm contra la UCD fue el ametrallamiento de la sede de UCD en la localidad guipuzcoana de Zumárraga, cuando no había nadie en la misma.

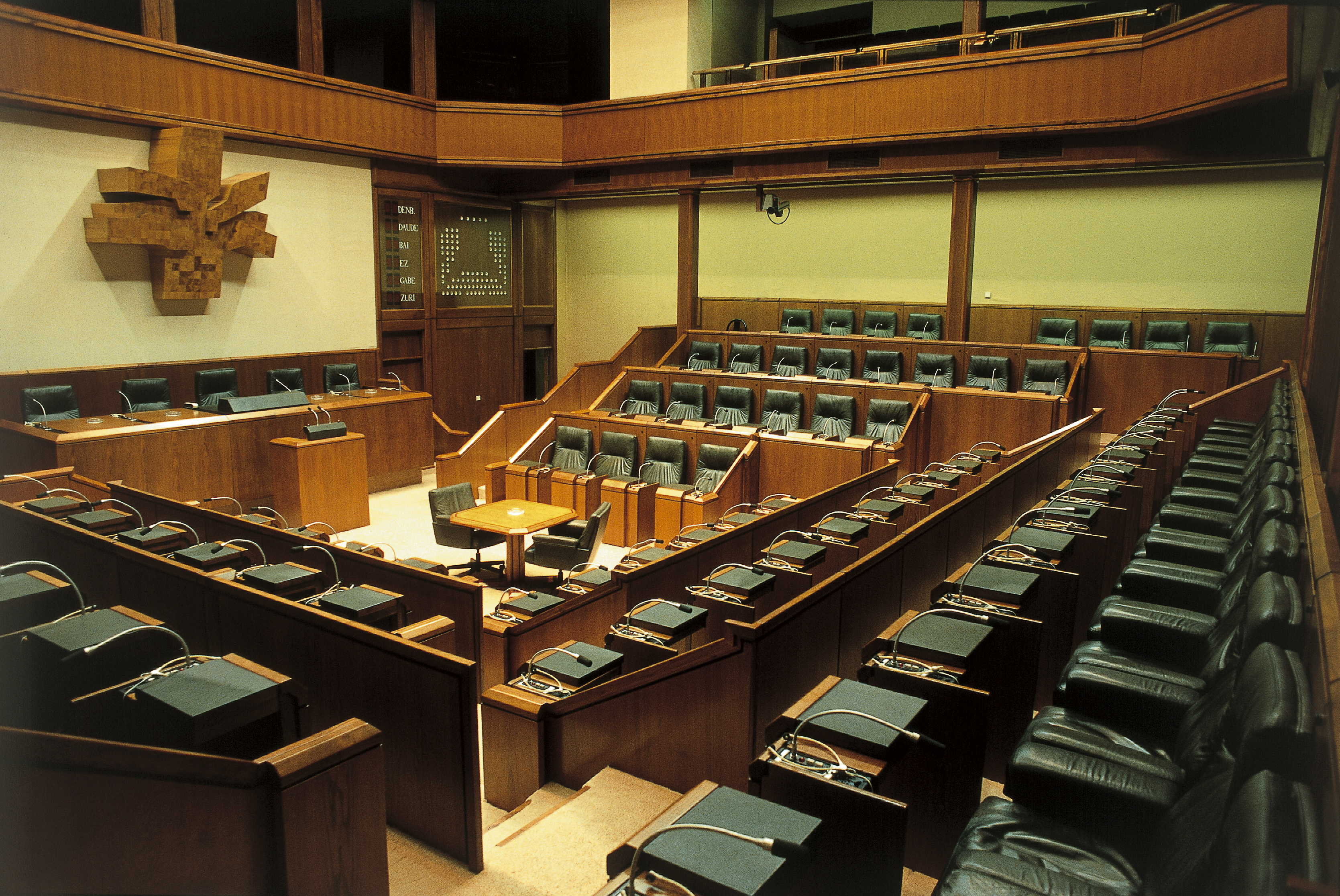
El Parlamento Autónomo Vasco fue inaugurado en 1980 y ocupa su actual sede en Vitoria desde 1982.

### Elecciones autonómicas vascas
Durante la campaña electoral de las elecciones al Parlamento Vasco de 1980 la única acción violenta realizada por ETA-pm fue el secuestro y posterior liberación con un disparo en la rodilla de un industrial alavés, el 5 de febrero. ETA-pm no realizó grandes acciones armadas para no interferir en la campaña política de Euskadiko Ezkerra, al igual que hicieron sus homólogos de ETA-m para no interferir en la de Herri Batasuna. En las elecciones celebradas el 9 de marzo, Euskadiko Ezkerra obtuvo el 9,82% de los votos, siendo la cuarta fuerza política del Parlamento Vasco constituido, con 6 escaños en el Parlamento Vasco.
El fin de semana del 21 al 23 de marzo de 1980, las FSE desarticularon varios comandos de ETA-pm deteniendo 16 militantes de esta organización y desarticulando la infraestructura de ETA en Asturias, Levante y la Costa del Sol. También se desarticuló el comando que había secuestrado a Rupérez unos meses antes. Entre los miembros de los comandos desarticulados se encontraba un joven Arnaldo Otegi.

## El endurecimiento de ETA-pm
A partir de mediados de 1980 ETA-pm realizó, sorpresivamente, un endurecimiento de sus acciones. En junio, intentó fallidamente secuestrar al diputado de UCD Eulogio Gómez Franqueira. Después ETA-pm anunció una nueva campaña de atentados con bomba contra intereses turísticos españoles, cuando se creía que no retomaría esas campañas tras la masacre cometida por error en Madrid el año anterior. 
Sin embargo, el mayor salto cualitativo lo realizó el 25 de junio al asesinar en Vitoria a Luis Hergueta Guinea, directivo de la factoría de Michelín en Vitoria. De esta forma ETA-pm volvía a retomar la senda de los atentados mortales tras haber renunciado durante años a los mismos. El asesinato de Hergueta debía ser contextualizado como un salto cualitativo en las acciones de castigo que ETA-pm había realizado durante los años anteriores contra empresarios o directivos de empresas sumergidas en conflictos laborales con sus trabajadores, que hasta entonces solían consistir en secuestros, tiros en la pierna o atentados contra bienes. ETA-pm ya había intervenido con anterioridad en defensa de los intereses de los trabajadores en las conflictivas y emblemáticas fábricas de Michelín del País Vasco.
Entonces comenzó una espiral de asesinatos que pocos esperaban unos meses antes de la mano de ETA-pm. El 2 de julio era asesinado en Amurrio (Álava), Joaquín Becerra, un andaluz que llevaba más de 20 años afincado en la localidad alavesa. Su familia era propietaria de 2 bares de la localidad y él se encontraba atendiendo en uno de ellos cuando fue asesinado; aunque trabajaba también como obrero en una empresa de tubos. No tenía filiación política conocida al margen de su afiliación al sindicato socialista UGT que trascendió tras su asesinato. Su muerte fue atribuida a ETA-pm, aunque el móvil de la misma permanece como una incógnita. El 2 de agosto, ETA-pm secuestraba y posteriormente asesinaba a Mario González Blanco, un soldador que estaba afiliado a Comisiones Obreras. ETA-pm justificó el secuestro y posterior asesinato de González alegando que tenía pruebas de que este había participado a su vez en el secuestro y asesinato por parte del BVE del militante de Euskadiko Ezkerra Jesús María Zubikarai. El cadáver de González Blanco fue abandonado en Éibar cerca del lugar donde había aparecido muerto Zubikarai en el mes de febrero de ese mismo año.
El 6 de septiembre asesina en la pequeña aldea alavesa de Erenchun al capitán de la Policía Nacional Basilio Altuna. Este se encontraba disfrutando de las fiestas patronales del pueblo de su mujer. ETA-pm alegó que el policía tenía contactos con la ultraderecha y que había participado en la represión de los Sucesos de Vitoria de 1976 para justificar su asesinato, pero la familia salió públicamente al paso de estas acusaciones.
Los últimos atentados mortales que realizó ETA-pm se dirigieron contra la UCD, a la que ya había amenazado a comienzos de año. El 29 de septiembre secuestró en su domicilio de Vitoria a José Ignacio Ustarán Ramírez, que era miembro del ejecutivo provincial de UCD en Álava. Tras mantenerle secuestrado unas horas fue asesinado finalmente de un tiro en la sien, siendo su cadáver dejado a la puerta de la sede del partido en Vitoria. Un mes más tarde, el 31 de octubre, ETA-pm asesinaba a otro miembro de un ejecutivo provincial de UCD en el País Vasco, al acabar con la vida del profesor universitario Juan de Dios Doval, miembro de la ejecutiva guipuzcoana de este partido. Estos asesinatos y los causados por los otros dos grupos terroristas independentistas activos por aquel entonces, ETA-m y los Comandos Autónomos Anticapitalistas, mermaron sensiblemente los cuadros locales de la UCD en el País Vasco al acabar en un plazo muy corto de tiempo con 5 políticos centristas locales y crear un clima de terror entre los militantes de dicha formación. Jaime Mayor Oreja, dirigente regional de UCD en aquel entonces, afirmó: «Nos están cazando como a conejos».
A comienzos de 1981 la policía cifraba en torno a 20 los militantes liberados (fichados) que tenía ETA-pm. El número de presos en las cárceles españolas vinculados a ETA-pm se cifraba en torno a 70.

### El secuestro de Luis Suñer
El 15 de enero de 1981 ETA-pm reivindicaba el secuestro del conocido industrial valenciano Luis Suñer, que había sido raptado metralleta en mano por unos desconocidos de su despacho en Alcira dos días antes. Suñer era dueño de las empresas Cartonajes Suñer y de la conocida marca de helados Avidesa, radicadas en Alcira (Valencia). Era un empresario muy conocido y estaba considerado como una de las grandes fortunas del país, ya que había encabezado en los años anteriores las listas publicadas por el gobierno de máximos contribuyentes al fisco. Debido a ello se consideró desde un primer momento que el móvil del secuestro era únicamente económico, cobrar un importante rescate por la liberación del empresario. El secuestro se prolongó durante 3 meses tras los cuales el 14 de abril de 1981 el empresario fue liberado. No trascendió el pago efectuado por la familia a los secuestradores.

### Secuestro de cónsules
El 19 de febrero de 1981 comandos de ETA-pm secuestraron a los cónsules de Austria y El Salvador en Bilbao, Hermann Díez del Sel y Antonio Alfaro, y al de Uruguay en Pamplona, Gabriel de Biurrun, y lo intentaron con los representantes de Portugal y la República Federal de Alemania en San Sebastián. En un comunicado, la organización señaló que con su actuación quería denunciar ante la opinión pública internacional «los graves atentados contra los más elementales derechos democráticos y nacionales» del Gobierno de UCD. El 28 de febrero los cónsules fueron liberados en San Sebastián, después de que los medios de comunicación accediesen a publicar los informes que había realizado Amnistía Internacional y la Comisión de Derechos Humanos del Parlamento sobre torturas en España, y de las dieciocho diapositivas sobre el estado del cuerpo de José Arregui.

## La tregua de 1981
Aunque a finales de febrero de 1981 ETA-pm seguía reafirmándose en la vigencia de la lucha armada hasta que se solucionaran sus reivindicaciones, un hecho cambió radicalmente la postura de la organización en un breve plazo de tiempo. El 23 de febrero se produjo una intentona golpista que, aunque fracasó, tuvo a la joven democracia española pendiendo de un hilo. El 23-F puso a los dirigentes de ETA-pm sobre aviso de que existía un riesgo real de involución política, que pudiera poner en peligro los avances políticos que se habían logrado entre 1975 y 1981. Seis días después de la intentona golpista ETA-pm decretaba un alto el fuego sin condiciones.
Durante el año 1981 fueron detenidas noventa personas por su relación con ETA-pm y las Fuerzas de Seguridad del Estado desarticularon cuatro comandos operativos y cinco informativos de ETA-pm.

### Secuestro del doctor Iglesias Puga
El 30 de diciembre de 1981 el ginecólogo Julio Iglesias Puga, conocido principalmente por ser el padre del famoso cantante Julio Iglesias, fue secuestrado. Durante el tiempo que Iglesias Puga permaneció secuestrado se pensó generalmente que estaba en manos de delincuentes comunes, pero cuando fue finalmente liberado, el 18 de enero de 1982, por un operativo conjunto de Policía y Guardia Civil, se supo que el doctor había estado retenido en Trasmoz (Zaragoza) por un comando de ETA-pm. El motivo del secuestro era meramente económico, obtener financiación para la organización y, de hecho, durante el secuestro se trató por parte de ETA-pm de ocultar su participación en el mismo para no comprometer el alto el fuego. ETA-pm pensaba pedir 1000 millones de pesetas (6 millones de euros) por liberar al secuestrado.
A raíz de las investigaciones subsiguientes a la operación de liberación de Iglesias, las Fuerzas de Seguridad del Estado encontraron en Erandio (Vizcaya) un zulo perteneciente a ETA-pm con 5 toneladas de armamento y material explosivo. Las nueve personas detenidas a raíz de esta operación fueron acusadas de numerosas acciones de ETA-pm no resueltas hasta entonces, entre ellas los secuestros de Luis Suñer, Jesús Serra y el Dr. Iglesias; el robo de armas en una armería de Éibar, la fuga de presos de ETA de Carabanchel, varios ataques con bazuca, etc.

### Escisión en ETA-pm
La implicación de un comando de ETA-pm en un secuestro puso en entredicho la intención de la organización de proseguir la tregua. Desde antes de este hecho existían rumores de la existencia de serias tensiones en el interior de ETA entre partidarios de mantener la tregua y partidarios de romperla; y estas se intensificaron a lo largo de enero y febrero. 
El 19 de febrero la prensa se hizo eco de una información, llegada a través del PNV, que afirmaba que en una asamblea celebrada días antes ETA-pm había decidido romper la tregua. Esta asamblea sería conocida como VIII Asamblea en la cronología histórica de ETA. 
Unos días después de este anuncio, y casi un año después de la declaración de la tregua, se produce una rueda de prensa ante medios de comunicación vascos en la que un grupo de dirigentes de ETA-pm anuncian la división de ETA-pm en dos sectores: un sector mayoritario entre las bases, vencedor de la asamblea, que es partidario de la ruptura de la tregua y de proseguir la lucha armada y otro sector minoritario que se reafirma en la vigencia de la tregua (aunque afirmaron que entre los cuadros de la organización los dos sectores tenían casi la misma fuerza). La rueda de prensa fue realizada por cuadros del sector minoritario que se autodenominó en adelante ETA-pm VII Asamblea. Sin anunciar todavía el abandono de la lucha armada por parte de este segundo sector hasta que se encaucen de forma positiva los puntos pendientes por los que hicimos el alto el fuego, indicaron, sin embargo, una clara apuesta por las tesis de Euskadiko Ezkerra de abandonar completamente la lucha armada en el nuevo contexto político.
El sector de la organización que habría ganado en la asamblea celebrada en febrero pasó a ser conocido como ETA-pm VIII Asamblea, conocidos también como octavos.

## Disolución de ETA-pm (VII Asamblea)
Tras la división en febrero de 1982 de ETA-pm, entre los partidarios de abandonar la lucha armada y los partidarios de continuarla, se produjo una toma de posiciones políticas en los meses siguientes. En marzo de 1982 se realizó el congreso constituyente de Euskadiko Ezkerra como partido político (hasta entonces era una coalición) mediante la unión de Euskal Iraultzarako Alderdia, un sector del Partido Comunista de Euskadi liderado por Roberto Lertxundi y grupos procedentes de ESEI, EMK, LKI y PSE-PSOE. Euskadiko Ezkerra preparaba de esta forma los nuevos tiempos en los que ya no iba a servir de soporte político a ninguna organización terrorista y rompía cualquier tipo de lazo que le uniese a los militantes de ETA-pm que habían decidido seguir empuñando las armas. ETA-pm VII Asamblea tardó todavía más de medio año en anunciar el abandono de las armas, mientras se llevaban a cabo las negociaciones para acordar el modelo de reinserción al que se iban a acoger sus militantes. Por otra parte, la potencia de fuego de ETA-pm y el material militar quedaban en su totalidad en manos de los octavos.
A finales de julio de 1982 el Gobierno Español reconoció, finalmente, mediante declaraciones de su ministro de Interior Juan José Rosón, que estaba manteniendo contactos con integrantes de ETA-pm VII Asamblea. Con posterioridad se supo que los intermediarios en la negociación entre ETA-pm (VII Asamblea) y el Gobierno fueron los dirigentes de Euskadiko Ezkerra, Juan María Bandrés y Mario Onaindia, y que las negociaciones se venían llevando a cabo desde hace más de un año. 
El abandono de la lucha armada y su autodisolución como organización, fue anunciado el 30 de septiembre de 1982 en una rueda de prensa de dirigentes de ETA-pm VII Asamblea, realizada ante los medios de comunicación y a cara descubierta. Suele considerarse habitualmente este hecho como el acta de defunción de ETA-pm. Coincidió en el tiempo con el fin de la I Legislatura de España y con un cambio de ciclo histórico y político, ya que el PSOE ganó las elecciones generales un mes después y puso fin a los gobiernos de la UCD y al periodo conocido como la Transición.
La trascendencia de este hecho fue, sin embargo, relativa, ya que no tuvo un acogimiento generalizado ni supuso el final de ETA-pm. Los militantes que decidieron reinsertarse e integrarse en Euskadiko Ezkerra (EE), eran un sector muy significativo, pero minoritario dentro de ETA-pm. Aunque ETA-pm prosiguió su actividad cometiendo atentados, el anuncio de los integrantes de la VII Asamblea, supuso a la larga un rejón de muerte para ETA-pm. Los que decidieron seguir la lucha armada con el nombre de ETA-pm VIII (los conocidos como octavos), carentes del apoyo social y político de Euskadiko Ezkerra, no pudieron hacer pervivir la organización; gran parte de ellos (conocidos como milikis, entre ellos Arnaldo Otegi) acabaron integrados en ETA-militar que pasó a ser conocida simplemente como ETA; mientras que otra parte siguió en activo hasta mediados de la década de 1980 sin apenas repercusión y en junio de 1986 reaparecieron por última vez para pedir el voto a Herri Batasuna.
En enero de 1985 fue finalmente indultado y pudo regresar a España Joseba Aulestia, "Zotza", máximo dirigente de ETA-pm VII Asamblea. Con su caso se dio prácticamente conclusión al proceso de reinserción social abierto con la autodisolución de ETA-pm VII Asamblea y los acuerdos alcanzados entre Juan María Bandrés y Juan José Rosón. Cerca de 200 militantes, principalmente de ETA-pm, pero también de ETA-m y los Comandos Autónomos Anticapitalistas, se acogieron a las medidas de gracia previstas en este proceso tras renunciar al uso de la violencia.

## ETA-pm VIII Asamblea (1982-1986)

### El abandono de las armas de ETA-pm (VII)
Parte de los militantes de ETA-pm no aceptaron la reinserción y decidieron seguir la lucha armada bajo el nombre de ETA-pm VIII Asamblea o ETA-pm (VIII). Fueron apodados los octavos.
Sin embargo, durante los meses siguientes no hicieron más que recibir duros golpes por parte de las Fuerzas de Seguridad. En abril fue detenido un comando de ETA-pm que había realizado varios atracos en Andorra. Los detenidos fueron juzgados y de acuerdo a la ley andorrana eligieron cumplir su condena en Francia. A finales de mes la policía francesa lleva a cabo una redada contra ETA-pm en Bayona donde se desmantela un centro de formación de la organización. En mayo es detenido un comando de ETA-pm VIII Asamblea, que estaba montando infraestructura en Madrid de cara a la realización de hipotéticos atentados durante la Copa Mundial de Fútbol de 1982. A principios de julio cuatro presos de ETA-pm resultaron heridos por disparos de un guardia durante un traslado entre la prisión de Carabanchel y la de Soria. El Gobierno adujo que los disparos se habían producido de forma accidental.
No fue hasta el 17 de julio, cuando ETA-pm (VIII) pudo llevar a cabo por fin un golpe de mano que demostrara que la organización seguía activa y operativa. Esa madrugada llevó a cabo una sorpresiva oleada de atentados con bomba en el País Vasco y Navarra. En una noche colocaron cerca de 30 bombas, de las que 25 llegaron a explotar, en su mayor parte en edificios públicos de Bilbao, Durango, San Sebastián, Vitoria y Pamplona. Las Fuerzas de Seguridad del Estado llegaron a desactivar cuatro explosivos. Los atentados causaron daños materiales y un herido leve en Pamplona. Esta acción fue calificada como un acto propagandístico de ETA-pm. Días más tarde, ETA-pm amenazaba con continuar la lucha armada si se aprobaba la LOAPA, una ley que iba a aprobarse en breve y que a su juicio atacaba los fundamentos del Estatuto de Gernika.
A finales de julio se hicieron públicas las conversaciones entre ETA-pm (VII) y el Gobierno. ETA-pm (VIII) salió al paso unas semanas más tarde con un comunicado criticando estas conversaciones y asumiendo como propio el intento de voladura fallido de la patrullera Tabarca de la Armada Española en el Puerto de Pasajes. El proceso de abandono de las armas de ETA-pm (VII) fue ampliamente publicitado por los medios de comunicación españoles. Cuando se anunció la autodisolución de esta facción, los presos alineados con ETA-pm (VIII) se declararon en huelga de hambre como protesta contra Euskadiko Ezkerra por el papel jugado por este partido político en el proceso. Pocas semanas después, el PSOE obtuvo una aplastante victoria en las elecciones generales. Los presos de ETA-pm (VIII) abandonaron la huelga de hambre y ETA-pm (VIII) moduló su discurso anunciando una moratoria de cien días en los que iba a analizar el comportamiento del PSOE, sugiriendo que sería posible una tregua por parte de esta organización. A la par finalizaba el periodo en el cual los terroristas se podían acoger a las medidas de gracia negociadas entre Euskadiko Ezkerra y el Gobierno.

### La vía Azkarraga
A finales de 1982, con los séptimos ya excarcelados gracias a las medidas de gracia, quedaban todavía 87 poli-milis cumpliendo condenas en las cárceles españolas. Estos pertenecían en su totalidad al grupo de los octavos.
Algunos de estos presos, por miedo o por mantener la disciplina interna del grupo, no se habían acogido a las medidas de gracia negociadas por Rosón y Bandrés que, aunque abiertas a todos los miembros de las diferentes ramas de ETA, tenían un plazo de vigencia breve. Con cierto estupor vieron como sus antiguos compañeros de armas habían quedado en libertad, mientras que ellos seguían recluidos y su organización entraba en un periodo de latencia operativa tratando de iniciar negociaciones con el nuevo gobierno, sin visos de resolución a medio plazo. Por ello, algunos presos de ETA-pm VIII, ya antes de finalizar 1982, habían solicitado a título individual la mediación del abogado y senador del PNV Joseba Azkarraga ante el Defensor del Pueblo, para que lograra que esas medidas se prorrogaran.
Azkarraga acabó negociando con el nuevo ministro de interior José Barrionuevo un nuevo proyecto de reinserción que tendría como base la firma de un documento en el que el preso o refugiado perteneciente a cualquier organización terrorista negaba expresamente la legitimidad de la lucha armada. Para abril de 1983 se habían acogido a esta vía 43 presos, de los que 25 eran poli-milis octavos. Esta vía de reinserción fue la utilizada mayoritariamente por los octavos para abandonar las armas en los años siguientes, salvo aquellos que prefirieron pasar a la disciplina de ETA-militar.

### Los secuestros y la aparición de Auzolan
A finales de 1982 se hizo patente que ETA-pm (VIII) ya estaba completamente desvinculada de Euskadiko Ezkerra y que buscaba crear una propia base política, donde se materializara su apoyo social. La prensa denotaba que para ello ETA-pm (VIII) necesitaba recaudar importantes cantidades de dinero. En ese contexto cabe incluir las campañas por el impuesto revolucionario que llevó a cabo a finales de 1982 e inicios de 1983, o el secuestro del industrial guipuzcoano Saturnino Orbegozo, por cuyo rescate ETA-pm (VIII) reclamó 200 millones de pesetas a la familia. Orbegozo fue liberado ileso en una borda de Donamaría (Navarra) el 31 de diciembre de 1982 por un operativo de la Guardia Civil, cuando ETA-pm VIII había anunciado ya su inminente asesinato si la familia no se plegaba a las exigencias económicas de la organización. En enero fue secuestrado otro industrial vasco, Mikel Ignacio Echeverría, en cuyo caso la familia acabó pagando rescate. Este caso fue también atribuido a ETA-pm (VIII).
En febrero de 1983 se hacen públicas y patentes las disensiones internas en ETA-pm VIII, por un lado son expulsados varios miembros que son partidarios de la convergencia con ETA-m, y otros que son partidarios de abandonar la lucha armada.
En marzo de 1983 se creó la coalición política Auzolan, formada por LKI, LAIA y Nueva Izquierda, una escisión de Euskadiko Ezkerra. Auzolan contaba, además, con el apoyo de EMK. La prensa conservadora española calificaba a Auzolan como grupúsculo abertzale escindido de Euskadiko Ezkerra y consideraba que esta coalición era un intento de crear un soporte político para ETA-pm (VIII) después de la total ruptura de esta con Euskadiko Ezkerra. Sin embargo, esto fue descartado tanto por el sector de la coalición considerado más próximo a las tesis polimilis, Nueva Izquierda —que desde un primer momento se desvinculó de la trayectoria de estos y afirmaron estar en contra de la lucha armada—, como por los propios octavos, que descalificaron a Auzolan acusándola de intentar recoger una antorcha ya apagada. Auzolan, aunque logró superar a EE en las elecciones forales de Navarra, no logró representación en el Parlamento Navarro y en las elecciones al Parlamento Vasco de 1984 no logró superar ni un exiguo 1%, lo que conllevó su desaparición.
En agosto de 1983 los octavos colocaron media docena de bombas en Barcelona. Aunque ninguno de los explosivos llegó a estallar, estas acciones lograron traer de cabeza a la Policía durante todo el verano. Se cree que los octavos se apoyaron en independentistas catalanes para decidir la ubicación de algunas de estas bombas, como parecen probar unos documentos de la organización que fueron decomisados en Lovaina (Bélgica) en noviembre de ese mismo año.

### Secuestro y asesinato de Martín Barrios
El 6 de octubre de 1983 un comando de ETA-pm secuestró al capitán de farmacia Alberto Martín Barrios en Bilbao. En una acción que precedió en algo más de una década al secuestro de Miguel Ángel Blanco, ETA-pm ligó la suerte del militar a un eventual canje con las 9 personas (8 vascos y 1 catalán) que estaban siendo juzgadas en consejo de guerra por un tribunal militar en Lérida a raíz de un intento de robo en el polvorín del cuartel militar de Berga (Lérida). Posteriormente cambiaron sus reivindicaciones por la emisión de un comunicado de ETA-pm (VIII) en RTVE. El día 14, dentro del plazo dado por ETA-pm (VIII), RTVE emitió un resumen del comunicado indicando que lo emitiría completo una vez el capitán fuera liberado. El día 19, sin embargo, de forma inesperada, era encontrado el cadáver del militar, que había sido asesinado de un tiro en la sien, cerca de Galdácano (Vizcaya).
Durante los trece días que duró el secuestro de Martín Barrios desaparecieron dos miembros de ETA-militar, "Joxean" Lasa y José Ignacio Zabala, que años más tarde aparecieron enterrados en cal viva en la Provincia de Alicante, y se produjo el intento de secuestro del dirigente de ETA-pm (VIII), José Mari Larretxea, que fue desbaratado por gendarmes franceses que pillaron "in fraganti" a cuatro agentes españoles en el intento. Algunas investigaciones periodísticas sostienen que estos hechos, considerados las primeras acciones de los GAL, fueron intentos de los servicios de seguridad españoles de localizar el paradero del militar secuestrado, mediante el uso de métodos de guerra sucia. Según esta hipótesis, ETA-pm (VIII) habría asesinado al capitán como represalia por el intento de secuestro de su dirigente el mismo día.
En noviembre de ese año un comando de ETA-pm (VIII) fue detenido en una autopista de Bélgica mientras transportaba munición. La desarticulación de este comando mostró la existencia de una infraestructura de esta organización en ese país y desveló numerosa documentación. A finales de ese año, la organización también secuestró al industrial guipuzcoano José Cruz Larrañaga, que fue liberado con vida tras once días y el pago de un rescate.

### Losmilikisy su integración en ETA-m
Ya a principios de 1983 se había producido una nueva división dentro de ETA-pm VIII Asamblea. La organización se separó en dos sectores, uno oficial o autonomista, liderado por el histórico Josu Abrisketa y otro sector liderado por el joven Joseba Mikel Arrugaeta, conocido este último como sector pro-KAS o milikis. Los milikis eran partidarios de la Alternativa KAS y de la convergencia con ETA militar. La existencia de estos dos sectores no supuso, sin embargo, una ruptura formal de ETA-pm VIII Asamblea en dos organizaciones totalmente independientes durante al menos un año.
A principios de diciembre de 1983 los milikis atentaron en San Sebastián con explosivos contra un convoy de la Guardia Civil causando solo daños materiales.
En enero de 1984 los dirigentes de las dos facciones de ETA-pm VIII Asamblea, Abrizketa y Arrugaeta, junto con el poli-mili Joseba Larretxea y tres militantes de ETA-militar, fueron detenidos por las autoridades francesas y deportados a Panamá. Más tarde estos miembros de ETA-pm acabarían como refugiados en Cuba. Esta acción descabezó la organización al alejar a sus principales cuadros del País Vasco francés. Años más tarde se supo que las autoridades francesas habían adoptado esta medida por la colaboración que había mantenido ETA-pm en los años anteriores con el terrorista internacional "Carlos", El Chacal. La colaboración entre ETA-pm y "Carlos" se produjo entre 1979 y 1982, había sido de tipo logístico, o prestando los etarras pisos francos y vehículos a los hombres de "Carlos" a cambio de armas. También había colaborado "Carlos" con ETA-pm para tratar de cobrar el rescate de Julio Iglesias Puga, sin que pareciese que la organización vasca estaba implicada en el secuestro. Aunque ETA-pm se había cuidado mucho de no atentar en territorio francés o contra intereses franceses, para no poner en peligro su refugio en Francia; su aliado "Carlos" comenzó a cometer atentados en suelo francés en 1982. A raíz de este hecho, el Gobierno francés amenazó a ETA-pm y las relaciones entre ETA-pm y "Carlos" se cortaron. Sin embargo, las autoridades francesas temían que alguna de las facciones de los octavos reanudaran la colaboración con "Carlos", por lo que decidieron deportar a sus máximos dirigentes.
Unos días después fue desarticulado, en Guipúzcoa, el comando operativo de ETA-pm que había secuestrado al capitán Martín Barrios.
En febrero de 1984 se anunció en el diario abertzale Egin que una asamblea de ETA-militar había decidido admitir en su seno a los milikis, que por su parte se disolvían como organización y pasaban en bloque a ETA-m. Un sector de los presos de ETA-pm que se encontraban en aquel momento en la cárcel pasaron como milikis a integrarse en el colectivo de presos de ETA-militar. Entre ellos se encontraba Arnaldo Otegi.
El 7 de agosto de ese mismo año fallecía en un tiroteo con la Guardia Civil cerca de Oyarzun (Guipúzcoa), Eduardo Irizar, que estaba fichado como miembro liberado de ETA-pm VIII Asamblea. En el mismo incidente resultó detenido un compañero de Irizar. Desde fuentes de la familia de Irizar se indicó, sin embargo, que el fallecido ya no pertenecía a ETA-pm, sino que se había integrado ya en ETA-militar, siendo por tanto uno de los milikis.

### El fin de losoctavos
El 5 de agosto de 1984 de madrugada explota una bomba en el Palacio de Justicia de Amberes (Bélgica) causando destrozos materiales en dos plantas del edificio. El atentado es reivindicado por ETA-pm como represalia por la extradición de dos miembros de ETA-pm VIII Asamblea por parte de la justicia belga tras un largo proceso. Esta sería la última acción terrorista de cierta envergadura realizada bajo las siglas de los octavos.
En octubre de 1984 los octavos celebraron una asamblea en París para decidir el futuro de la organización. Se debatieron dos posibles vías de futuro; la de continuar como organización armada bajo las mismas siglas dejando abierta la puerta a una futura convergencia con ETA militar, o bien la autodisolución como organización y el acogimiento en bloque de sus militantes a medidas de reinserción social. La votación fue ganada por los valedores de la vía de continuar la lucha armada, aunque con escaso margen y no sin fuertes tensiones. Los partidarios de abandonar la lucha armada, unos veinte, acabaron abandonando la organización y se acogieron a las medidas de reinserción a título individual como exmilitantes de ETA-pm. A raíz de esta asamblea los octavos quedaron reducidos a un grupo de unos doce militantes con un solo comando operativo, según indicaba la prensa.
En marzo de 1985 las fuerzas de seguridad francesas detuvieron al considerado último comando activo de ETA-pm (VIII), algunos de cuyos integrantes serían deportados un año más tarde a Cabo Verde.
Desde entonces ETA-pm VIII entra en un periodo de total inactividad, de la que solo despierta para lanzar algún comunicado como el de agosto de 1985 en el que acusa a Euskadiko Ezkerra de colaborar con las fuerzas policiales.
El 17 de junio de 1986, en vísperas de las elecciones generales, ETA-pm (VIII) realiza su último comunicado anunciando la vuelta a las armas. El comunicado anunciaba la vuelta a las armas de la organización, inactiva desde 1984 a causa de la continua represión ejercida sobre nuestros militantes y entornos sociales, lanzaba furibundas críticas contra PNV, PSE-PSOE y EE, y pedía el voto para Herri Batasuna. Sin embargo, se dio poca credibilidad a este anuncio desde medios policiales y políticos. En el ámbito político, tanto la izquierda abertzale como el PNV y el PSOE coincidieron en el carácter residual de este grupo y en dar poca importancia y credibilidad al comunicado. Según el senador nacionalista Azkarraga, que había participado como intermediario en el proceso de reinserción al que se acogieron parte de los octavos, detrás del comunicado se encontraba un grupúsculo sin capacidad operativa que trataba de hacer méritos para ser admitido en ETA militar y que carecía de apoyo político-social tras el fracaso de la coalición electoral Auzolan.
En las semanas siguientes el gobierno francés detuvo y condenó a cinco meses de prisión a José Manuel Horma Santos, y a finales de octubre de 1986 le entregó a las autoridades españolas. Horma era considerado el último dirigente de ETA-pm VIII Asamblea que permanecía en suelo francés. Desde medios policiales se consideraba a Horma como el jefe del último grupo residual que quedaba de los octavos, responsable del comunicado de junio y el que trataba de reorganizar los efectivos dispersos de esta organización para reemprender la actividad terrorista.
A diferencia de ETA-pm (VII), ETA-pm (VIII) desapareció sin una declaración formal de disolución.

## Asesinatos cometidos por ETA-pm
| Fecha                    | Nombre                               | Localidad     | Provincia | Tipo de atentado | Observaciones |
| ------------------------ | ------------------------------------ | ------------- | --------- | --- | --- |
| 29 de octubre de 1974    | Jerónimo Vera García                 | Pasajes       | Guipúzcoa | Tiroteo con el etarra Ignacio Iparraguirre al tratar de efectuar una detención. | Sargento de la Guardia Civil. Tenía 45 años. Su asesino falleció unos días después debido al tiroteo. |
| 17 de diciembre de 1974  | Argimiro García Estévez              | Mondragón     | Guipúzcoa | Ametrallamiento, en la calle del Ferial, frente al cine Gurea. | Agente de la Guardia Civil. Casado y con 7 hijos. Tenía 50 años. Caso sin resolver. |
| 17 de diciembre de 1974  | Luis Santos Hernández                | Mondragón     | Guipúzcoa | Ametrallamiento. | Subteniente de la Guardia Civil. Casado y con dos hijos. Compañero de patrulla de Argimiro García Estévez. |
| 29 de marzo de 1975      | José Díaz Linares                    | San Sebastián | Guipúzcoa | Recibió nueve disparos en la puerta de su casa. | Subinspector de Policía. Diferentes pistolas se usaron en su asesinato. Casado y con una hija. Su mujer presenció su asesinato desde el balcón. Tenía 29 años. Sin resolver.                                                                               |
| 22 de abril de 1975      | José Ramón Morán González            | Guecho        | Vizcaya   | Disparo. En la confluencia de las calles Alango y Alangobarri. | Inspector de Policía. Casado y con una hija de 3 años. Tenía 32 años. Sin resolver. |
| 18 de marzo de 1976      | Ángel Berazadi Uribe                 | San Sebastián | Guipúzcoa | Secuestro y tiro en la nuca. Komando Bereziak (comandos especiales) de ETA (pm). | Industrial. Fábrica Sigma de Elgoibar. |
| 4 de abril de 1976       | José Luis Martínez Martínez          | Hendaya       | Francia   | Disparo. | Inspector de Policía. Secuestrado y torturado. Su cadáver fue encontrado en Anglet el 19 de abril de 1997. No está clara la autoría de ETA (pm). |
| 4 de abril de 1976       | Jesús María González Ituero          | Hendaya       | Francia   | Disparo. | Inspector de Policía. Secuestrado y torturado. Su cadáver fue encontrado en Anglet el 19 de abril de 1997. No está clara la autoría de ETA (pm). |
| 13 de marzo de 1977      | Constantino Gómez Barcia             | Mondragón     | Guipúzcoa | Es tiroteado en el interior de un vehículo cuando regresa, junto con cuatro amigos (tres de ellos guardias civiles) de la sala de fiestas "Alexander". | Agente de la Guardia Civil. |
| 28 de abril de 1977      | Antonio Galán Aceituno               | Tolosa        | Guipúzcoa | Muere alcanzado por un disparo en la cabeza durante el transcurso de un tiroteo con unos atracadores que se disponían a asaltar una sucursal del Banco Hispano Americano.                                                                                  | Sargento de la Guardia Civil. |
| 18 de mayo de 1977       | Manuel Orcera de la Cruz             | San Sebastián | Guipúzcoa | ETA (pm). | Agente de Policía. |
| 18 de junio de 1977      | Javier de Ybarra y Bergé             | Barázar       | Vizcaya   | Disparo en la cabeza. ETA (pm). | Empresario. Asesinado tras cumplirse el plazo dado por sus secuestradores para el pago del rescate. Su cautiverio duró treinta días y el secuestro se produjo en el barrio de Neguri en Guecho, coincidiendo con las elecciones generales del 15 de junio. |
| 28 de agosto de 1978     | Alfonso Estevas-Gilmain Muñoz        | Fuenterrabía  | Guipúzcoa | Ametrallado. ETA (p. m.). | Inspector de Policía. Jefe del Servicio de Información de la comisaría de Irún. |
| 29 de julio de 1979      | José Manuel Amaya Pérez              | Madrid        |           | Bomba de ETA (p. m.) en el Aeropuerto de Barajas. | Equipo de submarinismo de Tenerife. |
| 29 de julio de 1979      | Jesús Emilio Pérez Palma             | Madrid        |           | Bomba de ETA (pm) en la Estación de Atocha. | Estudiante. |
| 29 de julio de 1979      | Juan Luna Azol                       | Madrid        |           | Bomba de ETA (pm) en la Estación de Atocha. | Guardia civil. |
| 29 de julio de 1979      | Dorothea Fertz                       | Madrid        |           | Artefacto explosivo en la estación de f.c. de Chamartín. | Ciudadana alemana. |
| 29 de julio de 1979      | Guadalupe Redondo Vian               | Madrid        |           | Bomba de ETA (pm) en la estación de f.c. de Atocha. | |
| 2 de agosto de 1979      | Dionisio Rey Amez                    | Madrid        |           | ETA (pm). | Policía Nacional retirado. Herido el 29 de julio en Atocha. |
| 18 de agosto de 1979     | José Manuel Juan Boix                | Madrid        |           | ETA (pm). | Deportista. Herido el 29 de julio en Atocha. |
| 8 de febrero de 1980     | Ángel Astuy Rodríguez                | Oñate         | Guipúzcoa | Disparos. | Agente de la Policía Municipal de Oñate. |
| 25 de junio de 1980      | Luis Hergueta Guinea                 | Vitoria       | Álava     | Reivindicado por ETA (pm). | Directivo de la empresa Michelin. |
| 2 de julio de 1980       | Joaquín Becerra Calvente             | Amurrio       | Álava     | Disparos atribuidos a ETA (pm). | Propietario de un bar. |
| 2 de agosto de 1980      | Mario González Blasco                | Éibar         | Guipúzcoa | Secuestrado y disparado. | Soldador. |
| 6 de septiembre de 1980  | Basilio Altuna Fernández de Arroyabe | Erenchun      | Álava     | Disparos. | Capitán del Cuerpo Nacional de Policía. |
| 29 de septiembre de 1980 | José Ignacio Ustarán Ramírez         | Vitoria       | Álava     | Secuestrado y disparado. | Miembro de la ejecutiva de UCD. |
| 31 de octubre de 1980    | Juan De Dios Doval Mateos            | San Sebastián | Guipúzcoa | Disparos. ETA (pm). | Dirigente de UCD. |
| 20 de febrero de 1983    | Luis Manuel Allende Porrúa           | Bilbao        | Vizcaya   | Cáncer. Secuestrado por ETA (p. m.) VIII Asamblea entre el 1 y el 10 de junio de 1982. En febrero de 1988 el Juzgado de Primera Instancia de Bilbao dictaminó que el estrés sufrido durante el cautiverio fue la causa del cáncer que terminó con su vida. | Médico odontólogo. |
| 18 de octubre de 1983    | Alberto Martín Barrios               | Galdácano     | Vizcaya   | Disparo. Secuestrado en Bilbao durante dos semanas por ETA (p. m.) VIII Asamblea. | Capitán de Farmacia. |